# Gimnàstica rítmica
La gimnàstica rítmica és una disciplina esportiva que combina elements de ballet, gimnàstica i dansa, així com l'ús de diversos aparells com la corda, el cèrcol, la pilota, les maces i la cinta.
En aquest esport es realitzen tant competicions com exhibicions en què la gimnasta s'acompanya de música per mantenir un ritme en els seus moviments, realitzant un muntatge amb aparells o sense. La gimnàstica rítmica desenvolupa l'harmonia, la gràcia i la bellesa mitjançant moviments creatius, traduïts en expressions personals a través de la combinació musical, teatral i tècnica, que transmet, principalment, satisfacció estètica als espectadors. Practicada principalment per dones, en els últims anys està augmentant el nombre de practicants masculins. Les proves es realitzen sobre un tapís i la durada dels exercicis és d'aproximadament 90 segons en la modalitat individual i de 150 segons a la de conjunts. Igual que altres disciplines de la gimnàstica, té els seus antecedents en els estudis de Rousseau, transformant-se amb el pas dels anys sempre lligada a la dansa i la musicalitat, fins a arribar a la dècada del 1930, quan a la Unió Soviètica comença a practicar-se com a esport i comencen a Alemanya a introduir els aparells que avui coneixem.
Està regida per la Federació Internacional de Gimnàstica (FIG), qui elabora el Codi de Puntuació i regula tots els aspectes de la competició internacional d'elit. Les competicions més destacades són els Jocs Olímpics, el Campionat del Món de Gimnàstica Rítmica, el Campionat Europeu de Gimnàstica Rítmica i la Copa del Món de Gimnàstica Rítmica.

## Història de la gimnàstica rítmica

### Antecedents
La gimnàstica rítmica té els seus antecedents històrics en els moviments i sistemes gimnàstics que van sorgir al segle xviii a tot Europa Occidental. La procedència ideològica de la rítmica es troba en la gimnàstica amb base en el ritme, en el ballet i en l'anomenada «gimnàstica natural». Si en el ballet cal destacar les aportacions de Jean-Georges Noverre, pel que fa a la gimnàstica natural cal dir que pren el seu punt de partida en les teories de Jean-Jacques Rousseau (1712-1778) respecte al desenvolupament global del nen, que incloïen els aspectes corporals, fins llavors no considerats en les teories sobre educació.
El pedagog alemany Johann Bernhard Basedow (1723-1790) plasmaria les idees de Rousseau en la realitat, convertint els exercicis físics en part essencial d'una educació harmònica i integral. Cap a finals del segle xviii, continuarien les idees naturalistes de Rousseau pedagogs com Christian Gotthilf Salzmann, Johann Heinrich Pestalozzi o Guts Muths. Aquest últim, considerat el pare de la «gimnàstica pedagògica»', va escriure els primers escrits en profunditat sobre la finalitat de la gimnàstica, indicant que els exercicis realitzats havien de ser agradables, a més de desenvolupar la persona per complet. No obstant això, l'arribada de la «gimnàstica nacionalista» de Friedrich Ludwig Jahn acabaria ofegant les idees pedagògiques de Guts Muths a Alemanya. Aquestes, però, tindrien més acollida i continuació en els països nòrdics, especialment a Suècia.

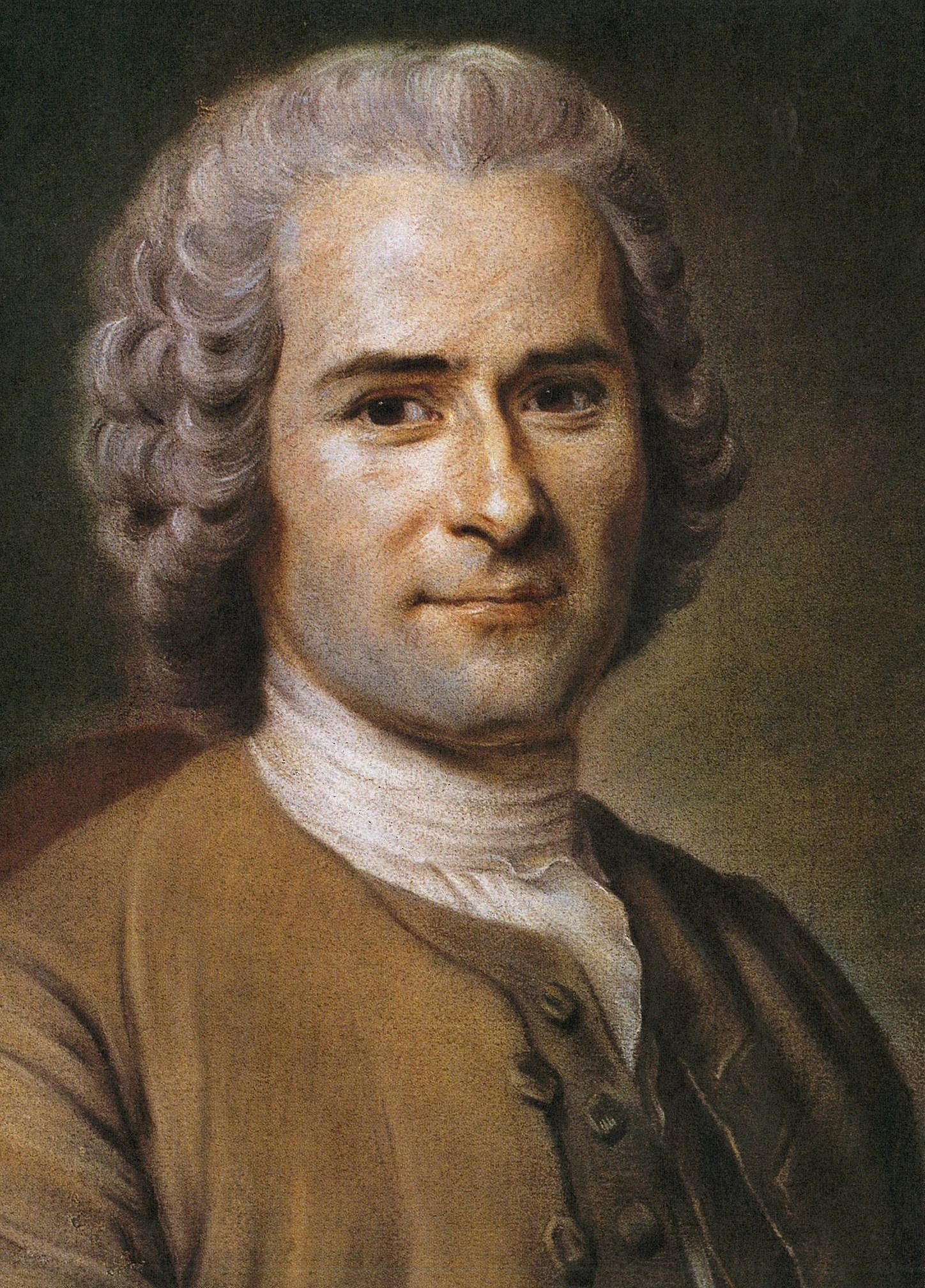
Rousseau va establir els primers principis de la gimnàstica esportiva
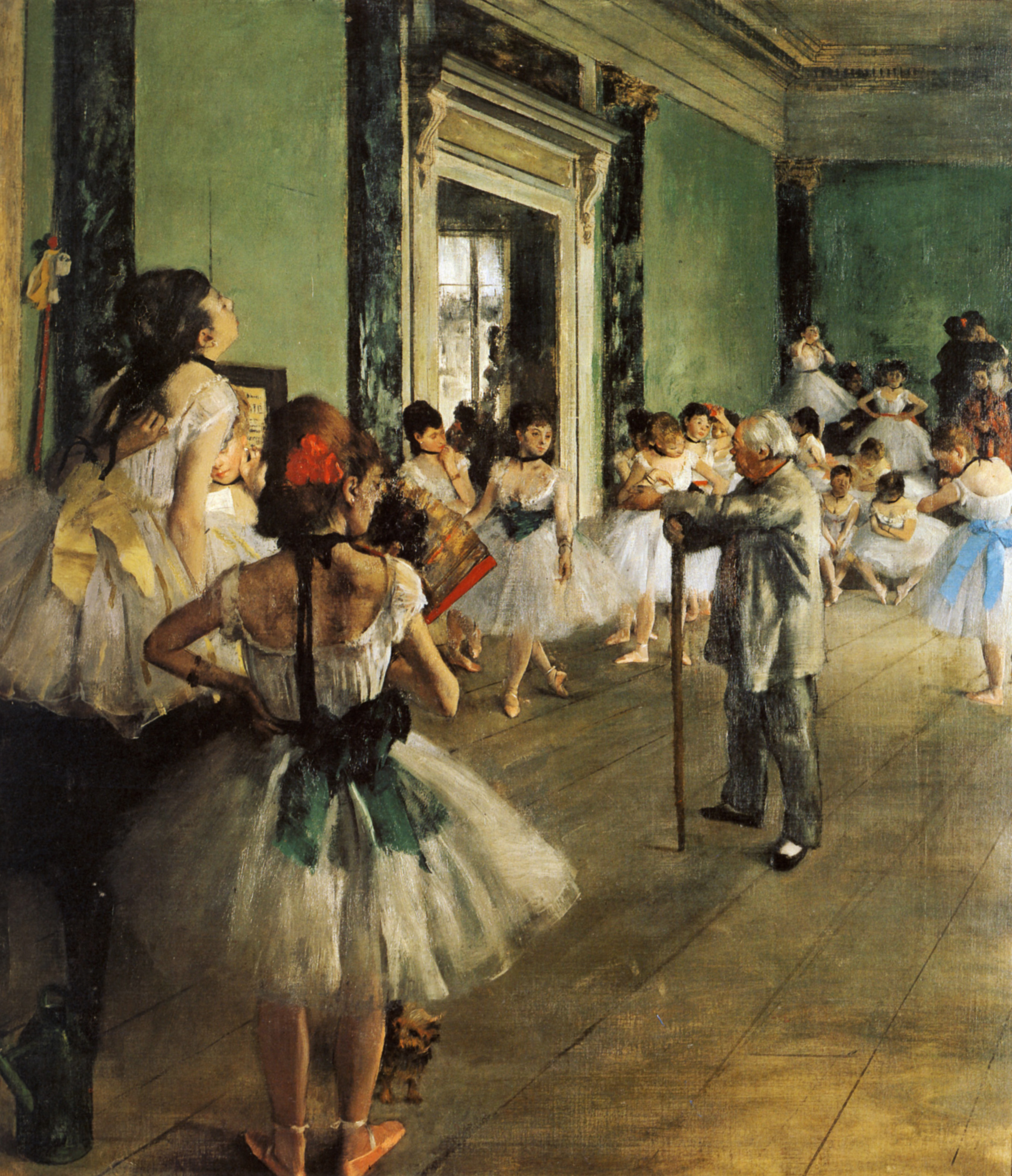
La gimnàstica rítmica té en el ballet una de les seves bases
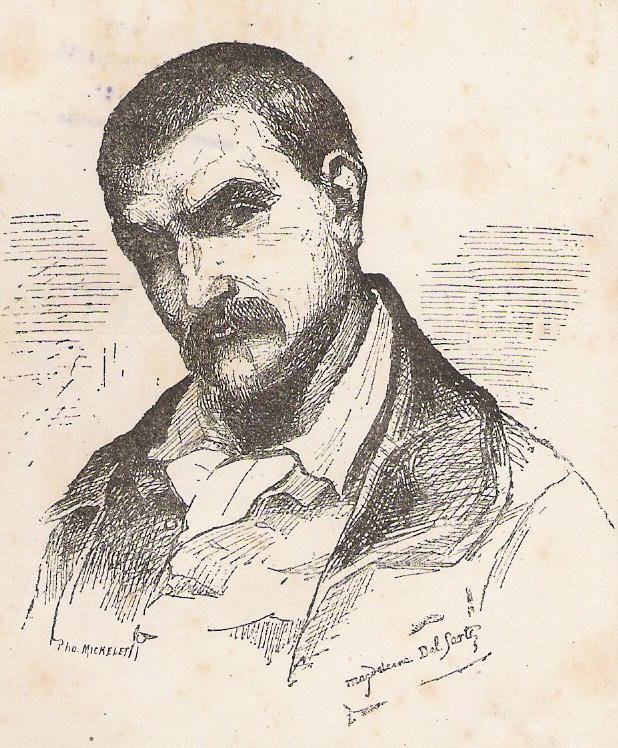
Tot i que la gimnàstica rítmica va començar i es va arrelar com a esport estrictament femení, els seus creadors eren majoritàriament homes. A la imatge, François Delsarte

El metge suec Pehr Henrik Ling, iniciador de l'anomenat Moviment del Nord, va desenvolupar encara més les idees de Rousseau, creant l'anomenada «gimnàstica sueca» cap 1814. Es tractaven d'uns exercicis de caràcter rígid amb poc espai per a la creativitat i l'expressió artística, però que van aportar uns principis primordials i pedagògics a l'activitat física, absents en aquells anys. A ell es deu la classificació dels exercicis en pedagògics («gimnàstica pedagógica»), militars («gimnàstica militar»), terapèutics («gimnàstica terapèutica») i estètics («gimnàstica estètica»), tot i que Ling no va conrear aquests últims per considerar que havien de ser desenvolupats per altres educadors. A la «gimnàstica estètica» promoguda per Ling, els estudiants expressen els seus sentiments i emocions a través del moviment corporal. Aquesta idea va ser estesa per Catharine Beecher, qui va fundar el Western Female Institute a Ohio (Estats Units d'Amèrica) el 1837. Al programa de gimnàstica de Beecher, anomenat Grace Without Dancing, les noies joves s'exercitaven al ritme de la música, passant d'una cal·listènia simple a activitats més intenses. Cap a 1864, el professor estatunidenc Diocletian Lewis (Dio Lewis) va més enllà de Beecher, incloent en les seves classes per a noies exercicis de coordinació mà-ull i la utilització de cèrcols de fusta, peses lleugeres, i maces índies.
A mitjan segle xix, amb el músic i professor francès François Delsarte, comencen a donar-se components més estretament relacionats amb la gimnàstica rítmica subsegüent, en ser el primer a posar en marxa les seves idees pel que fa a l'expressió de sentiments a través dels moviments del cos. Més que un mètode de gimnàstica, intentava ajudar els actors a trobar postures naturals i gestos més expressius. Aquesta nova manera d'entendre el moviment va ser portada als Estats Units per Genevieve Stebbins, que va obrir una escola d'expressió a Nova York i va publicar en 1885 el llibre El sistema Delsarte d'expressió, que va popularitzar el mètode. A partir de les idees de Delsarte i els exercicis de Ling, Stebbins va crear un mètode personal en el qual el cos havia de ser un instrument capaç d'expressar-se de manera artística. Encara que la seva ideologia no va ser capaç de arrelar-se en la mentalitat americana, el treball de les seves alumnes si va influir de manera rellevant a Europa en el desenvolupament de la gimnàstica i dansa femenina moderna. El treball de Delsarte és considerat el principal inspirador del Moviment del Centre, corrent en la qual es va emmarcar el procés de creació de la «gimnàstica moderna» (la primerenca gimnàstica rítmica).

### Moviment del Centre: cap a la gimnàstica moderna
De tots els corrents desenvolupades paral·lelament al moviment lingià del nord d'Europa (Moviment del Nord), l'anomenat Moviment del Centre, desenvolupat a Alemanya, Àustria i Suïssa, va ser el que va tenir major rellevància sobre la gimnàstica rítmica. Nascut a finals del segle xix, es va desenvolupar al segle xx. Considerat una manifestació artística-rítmica-pedagògica, va estar influït per les teories naturals i globalistes de Rousseau i les idees de Delsarte pel que fa a l'expressió, a més de per la mateixa gimnàstica sueca de Ling. Aquest moviment va impulsar la eurítmia de Dalcroze i, posteriorment, la «gimnàstica moderna» de Bode.
A partir de la dècada del 1890, l'educador i músic suís Émile Jaques-Dalcroze va desenvolupar un mètode d'educació musical que va batejar com eurhythmics (eurítmia), on la pràctica d'exercicis rítmics era un mitjà per desenvolupar la sensibilitat musical a través dels moviments del cos. També va desenvolupar estudis dels quals va obtenir com a resultat la relació harmònica dels moviments amb l'equilibri i els estats del sistema nerviós central, el que va generar una gran influència en la formació d'escoles de dansa i en l'educació física, ja que va guanyar un nou aspecte i una nova branca. Alguns dels professors que va formar serien posteriorment els iniciadors de la gimnàstica rítmica.
Al mateix temps que Dalcroze, una ballarina estatunidenca, Isadora Duncan, també va realitzar aportacions al procés de creació de la rítmica. Considerada una revolucionària de la dansa i una impulsora de la dansa lliure, mantenia que la gimnàstica era la base de tota educació física i va desenvolupar exercicis de gimnàstica basats en la naturalitat, on els girs, salts i ondulacions del cos eren part fonamental. Les seves teories van ser l'arrel de l'expressionisme alemany en el camp de la dansa, del qual el coreògraf hongarès Rudolf Laban és un dels majors exponents mitjançant el desenvolupament per exemple de la dansa expressiva. Laban va desenvolupar tècniques noves de ball allunyades del ballet clàssic, intentant buscar moviments emocionalment més expressius, arribant fins i tot a vegades a prescindir de l'acompanyament musical, ja que en la seva opinió el moviment era el fonament de la dansa. La ballarina alemanya Mary Wigman, deixebla de Laban, va ser l'altra gran exponent de la dansa expressionista, adaptant moltes tècniques d'Isadora Duncan, com l'ús de la gimnàstica i l'acrobàcia.

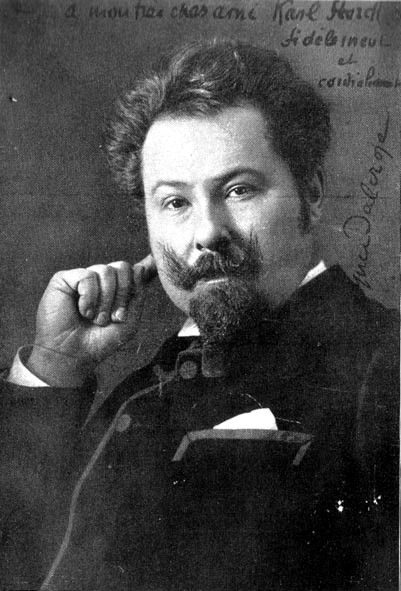
Émile Jaques-Dalcroze, creador de l'eurítmia
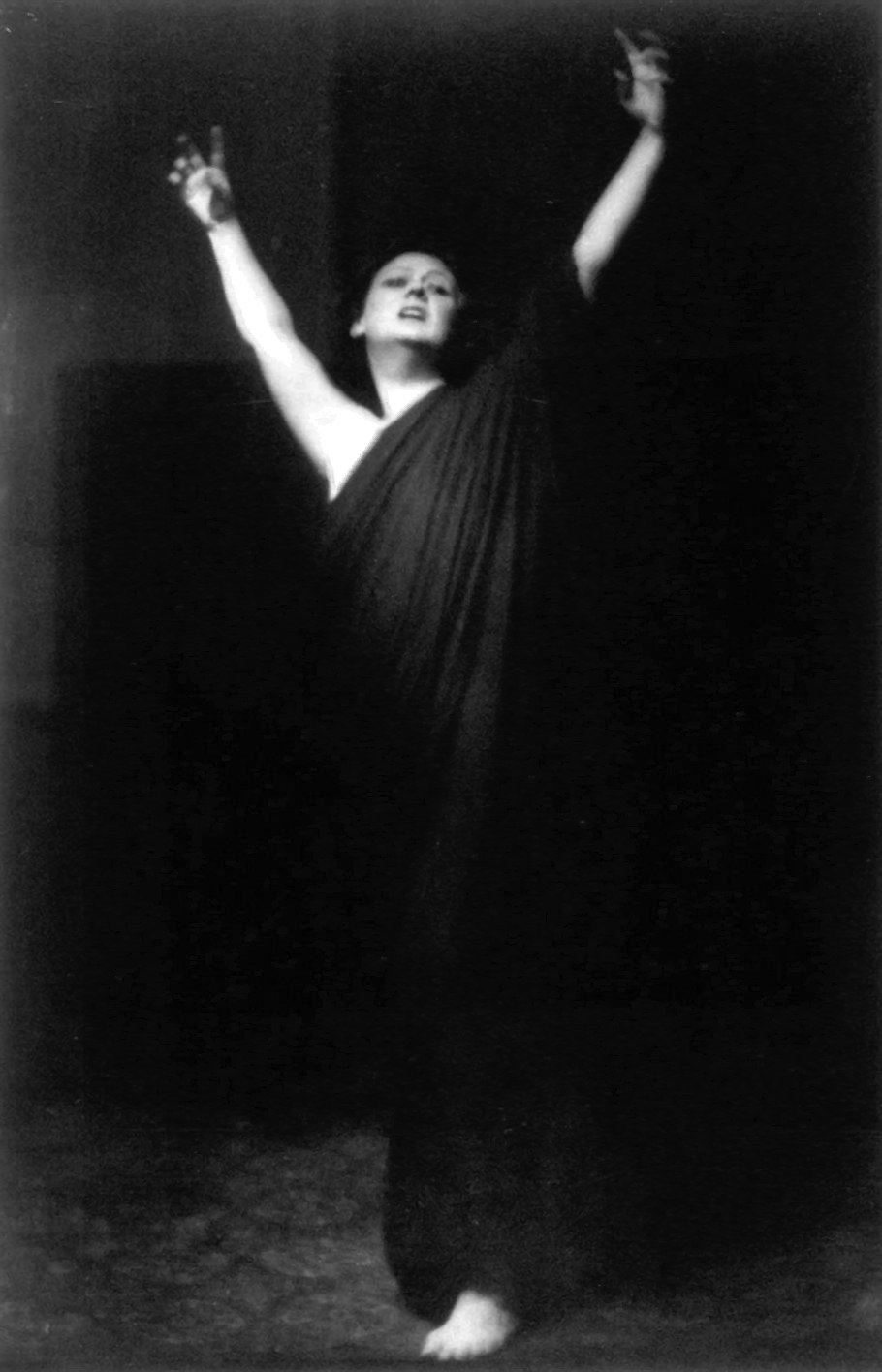
Isadora Duncan tenia la concepció que el ritme i la dansa eren formes d'expressió de la bellesa
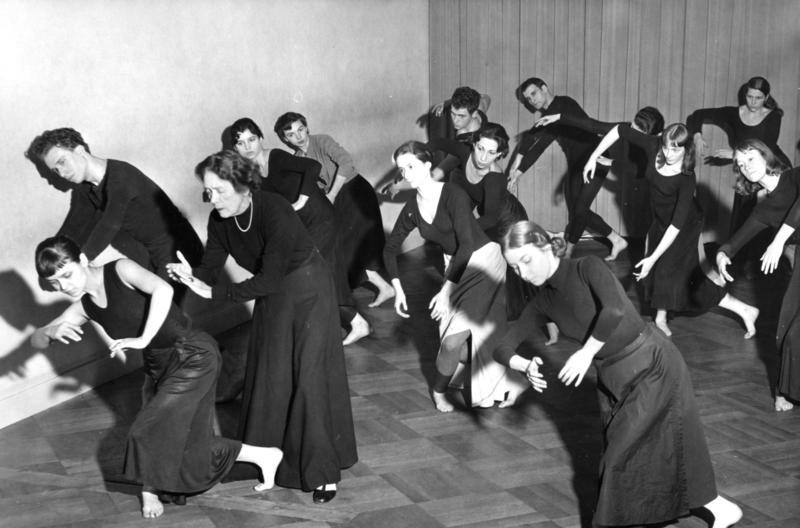
Mary Wigman (tercera a l'esquerra) durant una coreografia de dansa expressionista, la qual va influir en el treball de Rudolf Bode, el creador de la «gimnàstica moderna» (gimnàstica rítmica)

És amb Rudolf Bode, professor de música alemany que va ser alumne de Dalcroze, quan sorgeix definitivament la gimnàstica moderna. Va iniciar el seu treball a l'Institut Dameros, on també van estudiar Heinrich Medau i Mary Wigman. A partir de diverses influències com Pestalozzi, Noverre, Delsarte, Dalcroze (eurítmia), Duncan (dansa natural), o Laban i Wigman (dansa expressionista), Rudolf Bode crea la «gimnàstica moderna» (anomenada inicialment «gimnàstica expressiva»), la primerenca gimnàstica rítmica. El 1911 Bode funda la seva escola a Múnic i el 1922 es publica el seu llibre Gimnàstica expressiva i es crea la Lliga Bode, una mena d'associació per difondre aquesta nova modalitat. Bode pot considerar-se per tant el pare de la gimnàstica rítmica. Les seves idees es van estendre ràpidament per tot Europa, principalment a Alemanya, on van trencar amb un segle de cert immobilisme en aquest aspecte, en seguir imperant en aquest país la «gimnàstica nacionalista» de Friedrich Jahn (la primerenca gimnàstica artística). La gimnàstica moderna de Bode es va dissenyar ja des d'un principi exclusivament per a la dona. Com aparells, Bode introduiria el bastó, pilotes, pilotes medicinals, el pandero o el tamborí.
El gran successor de Bode en el desenvolupament de la gimnàstica moderna va ser el també alemany Heinrich Medau, qui en 1929 va crear a Berlín el Movement College. La seva aportació més important als sistemes de gimnàstica va ser la creació d'un mètode enfocat directament en dones adultes i joves, en el qual es beneficiava la salut, es desenvolupava una actitud correcta i s'exaltava l'harmonia del moviment manejant tot el cos. Pel que fa als aparells, empra els mateixos que Bode (amb un major ús de la pilota) i introdueix el cèrcol i les maces, els quals sobreviuen en l'actualitat. Per Medau els aparells facilitaven el domini del moviment, dirigien l'atenció de l'alumna cap a l'exercici que estava executant, s'allunyaven inhibicions psíquiques, aconseguien subjugar la timidesa i s'aconseguia una execució més rítmica i fluida emprant tot el cos. Medau també ressaltava la importància de la postura correcta i la respiració en la confecció de moviments. Les idees de Medau en relació als principis tècnics i metodològics, tenen una línia similar a les de Bode, encara que aporta les seves pròpies que les completen o les substitueixen, sobretot pel que fa a la improvisació musical, els moviments d'oscil·lació i ondulants, i l'ús de cops rítmics i picant de mans. Les seves teories i sistemes de moviment es van donar a conèixer en els Jocs Olímpics de Berlín 1936.
Fora d'Alemanya, també convé destacar en el procés de creació de la gimnàstica rítmica a la «gimnàstica neosueca», integrada en el Moviment del Nord, en la qual destaquen Elli Bjorksten («gimnàstica finlandesa»), Elin Falk i Maja Carlquist («gimnàstica sueca»). Sorgeix com una forma de fer evolucionar al sistema lingià («gimnàstica sueca»), contribuint amb nous components per eliminar la seva rigidesa. Van aportar la utilització de la música i van donar una major importància a l'aspecte estètic dels exercicis i la naturalitat del moviment, a més d'emprar un concepte de disciplina més flexible i adaptable. Igual que Medau, van utilitzar els cops rítmics i picant de mans com a recursos tècnics i van introduir els ballesteigs, balanceigs i titubejos en l'execució dels exercicis. A elles es deu en part el treball de mans lliures i aparells principalment en la modalitat de conjunts. Són rellevants les demostracions de l'equip de nenes de Maja Carlquist en el marc dels Jocs Olímpics de Berlín 1936 i el Congrés Mundial d'Educació Física.

### Etapa d'instauració de les primeres reglamentacions (1934 - 1977)

#### Primers acostaments

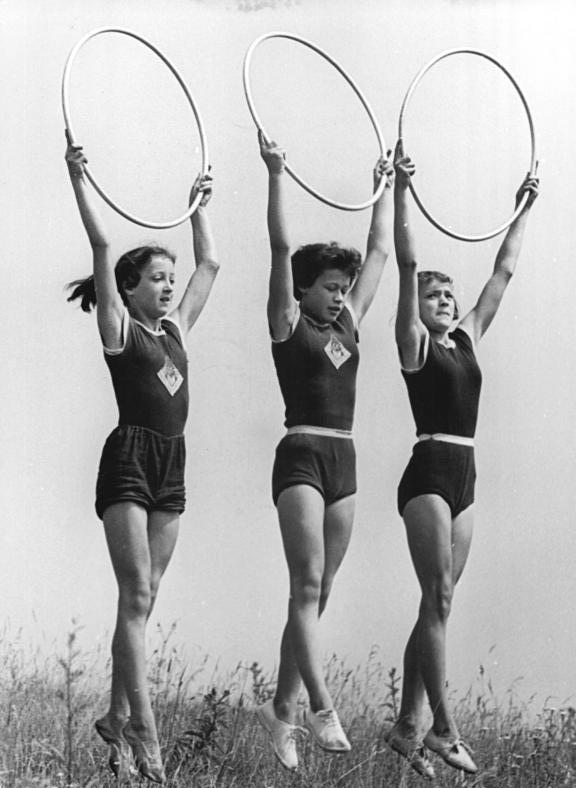
Gimnastes alemanyes durant una rutina de cèrcol, 1957

La gimnàstica moderna, sent practicada per grups de dones, ja s'havia desenvolupat en els Jocs Olímpics d'Amsterdam de 1928 (els primers Jocs amb competició femenina de gimnàstica), en el Campionat del Món de Gimnàstica de 1934 (primer Mundial de Gimnàstica amb participació femenina), el Campionat del Món de gimnàstica de 1950, els Jocs Olímpics de Hèlsinki 1952, la primera edició de la Gymnaestrada a Rotterdam (1953), o els Jocs Olímpics de Melbourne 1956, però, es desenvolupava com una competició més dins de la «gimnàstica clàssica» per aparells (gimnàstica artística actual), ja que a més de les proves corresponents, s'executava una prova d'exercicis combinats de grup on s'usaven aparells portables com pilota, maces, cèrcol, etc. És destacable en aquesta competició el treball amb pilotes de l'equip suec en els Jocs Olímpics de Hèlsinki 1952, que el va allunyar de la resta de participants per la utilització de moviments harmoniosos en els quals actuava tot el cos i el va ajudar a penjar-se la medalla d'or en els exercicis combinats de grup. Aquesta prova va desaparèixer del programa olímpic el 1960.
La primera vegada que la gimnàstica rítmica va aparèixer com a esport de competició va ser a la Unió Soviètica a la dècada del 1940. Ja en 1934, el centre «Estudi del moviment plàstic» havia començat la preparació de professors d'Educació Física altament qualificats en els Instituts Superiors de cultura Física de Moscou i Leningrad (actual Sant Petersburg). Aquests, des de les seves càtedres universitàries de «Moviment Artístic», van asseure les bases per al desenvolupament de la gimnàstica rítmica. El 1945 el Comitè Nacional per als assumptes de Cultura Física i l'Esport, adscrit al Consell de Ministres, va realitzar una conferència on va donar a conèixer la decisió de desenvolupar a la Unió Soviètica una gimnàstica femenina amb orientació esportiva que va rebre llavors el nom de «gimnàstica artística» (no confondre amb l'actual gimnàstica artística), la gimnàstica rítmica. Poc després, el 22 d'octubre de 1946, es va reconèixer oficialment aquesta nova modalitat esportiva al país. Aquest desenvolupament com a esport es va materialitzar en els primers campionats d'exhibició organitzats a Tallinn (1947) i a Tbilisi (1948), fins que en 1949 es va celebrar el 1r Campionat Nacional. Es pot considerar per tant a aquest país el bressol de la gimnàstica rítmica actual, en ser el primer a organitzar tant competicions com exhibicions.
Convé destacar d'aquesta època al soviètic Shisch Kareva, que va escriure un llibre precursor en aquest nou esport en el qual desenvolupava els aparells i principis fonamentals del mateix. Aquesta obra va influir de manera fonamental sobre la gimnàstica rítmica a Bulgària, on va sorgir a partir de 1951 un corrent propi, «l'escola búlgara», que al seu torn va contribuir a l'enriquiment de la gimnàstica rítmica posterior. Ja llavors van començar a dibuixar-se les línies diferenciadores de les dues escoles de rítmica principals. D'una banda, «l'escola russa» fonamentava a la gimnàstica rítmica en la dansa clàssica i en la tècnica corporal de base, i es dotava als moviments d'expressivitat, harmonia, elegància i amplitud en l'espai, però inicialment no hi havia una gran presència de risc en els exercicis. L'escola búlgara per la seva banda, si bé prenia com a punt de partida a la russa, es va perfilar a causa de la necessitat de contribuir amb noves idees a l'escassa informació amb què comptaven, ja que llavors (dècada del 1950), no hi havia tornejos o trobades a nivell internacional que ajudessin a una posada en comú clara sobre el desenvolupament que havia de seguir aquest esport. En els campionats nacionals de Bulgària es valorava principalment l'originalitat i el risc. A partir d'aquí va començar a desenvolupar un estil caracteritzat per una gran diversitat d'elements i un major dinamisme, a més de per un alt grau de la idiosincràsia personal de les gimnastes, sense deixar de banda la correcció tècnica. El 1961 es va celebrar a Bulgària la primera confluència entre els equips de la Unió Soviètica, Txecoslovàquia i Bulgària. En la trobada es va poder apreciar a banda i estils com clarament diferents i els resultats van deixar empatades a gimnastes búlgares i soviètiques en les primeres posicions. La escoles russa i búlgara de gimnàstica rítmica es mantenen encara en l'actualitat com estils diferenciats i seguint una línia similar en molts aspectes a la de les seves inicis.
Al juny de 1962, la Federació Internacional de Gimnàstica (FIG) va reconèixer la gimnàstica rítmica (sota el nom de «gimnàstica moderna») com un esport independent en el seu 41è Congrés a Praga.

#### Primeres competicions internacionals oficials
Al desembre de 1963 es va celebrar el primer Campionat del Món de Gimnàstica Rítmica, llavors anomenada encara «gimnàstica moderna», el Campionat del Món de Budapest. En el mateix es va disputar un concurs individual amb un exercici de terra i dues d'aparell. En no haver-se fixat unes directrius comunes, es va poder apreciar una gran gamma de tècniques i estils. La primera campiona va ser la soviètica Ludmila Savinkova, seguida de la seva compatriota Tatiana Kravtchenko i la búlgara Julia Traslieva. La FIG va decidir a partir de llavors celebrar un Mundial cada dos anys.
El 1965 va tenir lloc el Campionat del Món de Praga. Tres mesos abans de la seva celebració i amb la pretensió d'unificar criteris a nivell mundial, es va realitzar a la mateixa ciutat un curs internacional per a jutges. Aquest fet va contribuir de manera decisiva a les bases de la disciplina en l'actualitat, acordant-se que la gimnàstica rítmica no és cap tipus de dansa ni pot considerar-se com a part de la gimnàstica artística, ja que posseeix un estil propi en basar-se en moviments naturals del cos i en l'expressió personal de la gimnasta. En aquesta cita es va competir amb un exercici obligatori de mans lliures (per ajudar a perfilar l'orientació de la gimnàstica rítmica) i tres exercicis lliures amb cordes, pilota i mans lliures. Es van atorgar per primera vegada notes dividides en dos apartats (composició i execució). A Praga es va elevar a la llavors Txecoslovàquia com a potència mundial, en obtenir a la general l'or i el bronze amb Hana Micechová i Hana Machatová respectivament, deixant a la soviètica Tatiana Kravtchenko, amb la medalla de plata.

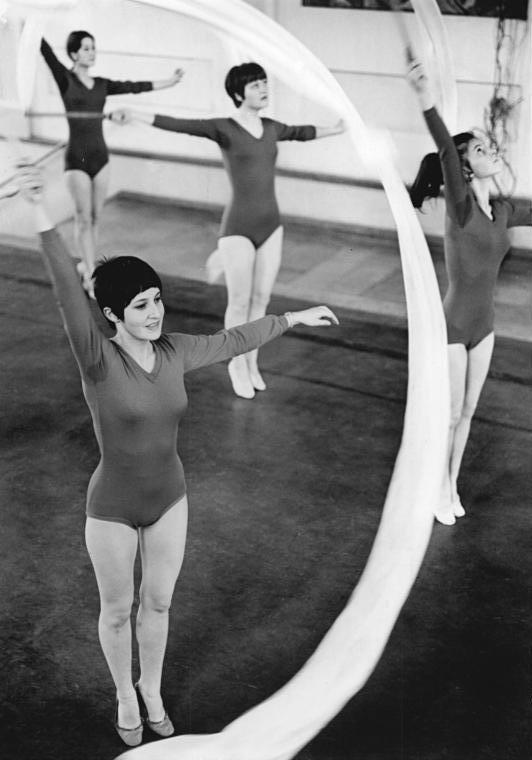
Gimnastes alemanyes el 1970. Abans d'aparèixer la cinta s'usaven dues banderes. Més tard van ser reemplaçades per una banderola
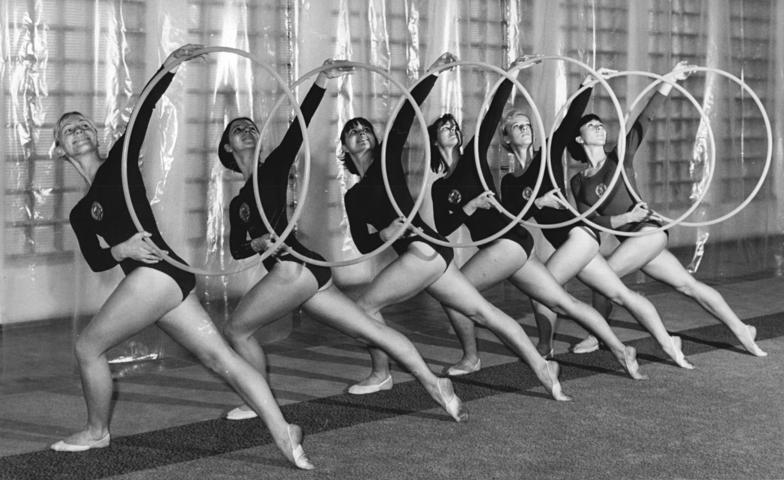
El conjunt alemany poc abans del Campionat del Món de 1967, el primer on es van acceptar els conjunts. Llavors eren integrats per sis gimnastes
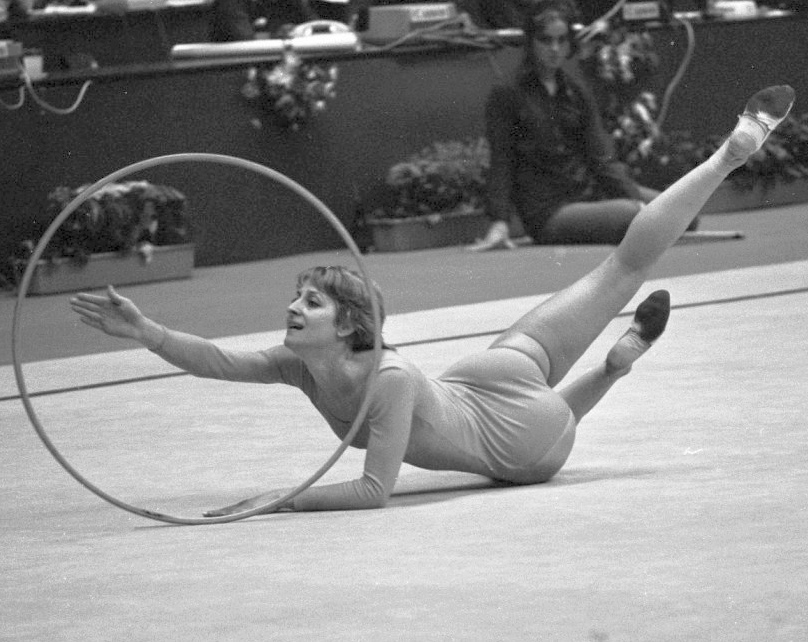
La búlgara Maria Gigova, tricampiona del món en el concurs general (1969, 1971 i 1973), en el Campionat del Món de 1973

El 1967 es va organitzar el Campionat del Món de Copenhaguen, la tercera edició mundial, que va comptar per primera vegada amb la incorporació d'una competició de conjunts. El triomf en aquesta nova modalitat va ser per al conjunt soviètic, que tenia entre les seves files a Ludmila Savinkova, convertint-se així en l'única gimnasta en ser campiona del món del concurs general com individual i en conjunts. Arran d'aquest campionat, la FIG va crear una comissió especial dins el Comitè Tècnic Femení que, des de 1968 i fins a 1972, es va encarregar de desenvolupar la reglamentació de les competicions, les normes per a jutjar els exercicis, les dificultats i tècniques específiques per als exercicis de pilota, cèrcol i corda, o les penalitzacions.
El 1969 es va celebrar el Campionat del Món de Varna, l'últim mundial que va comptar amb competició de mans lliures. Bulgària va obtenir l'or i la plata en individual amb les figures Maria Gigova i Nechka Robeva i l'or en conjunt, iniciant llavors una renyida competència amb la Unió Soviètica que es mantindria en els campionats futurs. Després d'aquest campionat, es van acordar unes regles per jutjar els exercicis i una llista de dificultats que va tenir com a resultat, el 1970, el primer Codi de Puntuació de gimnàstica rítmica.
El 1971 va tenir lloc el Campionat del Món de l'Havana, el primer celebrat fora d'Europa i el primer en què va aparèixer la cinta com a exercici obligatori. També es van presentar altres exercicis lliures de pilota, cèrcol i corda. Bulgària va continuar amb la seva hegemonia en ser or en les dues modalitats per davant de la URSS. El 1972, una nova comissió dins de la FIG, diferent de la que fins ara havia funcionat i amb major autonomia, va canviar el nom de l'esport, passant de dir-se gimnàstica moderna a ser denominat gimnàstica rítmica moderna. Aquest mateix any la FIG va sol·licitar al COI que la gimnàstica rítmica fos considerada disciplina olímpica, però aquesta petició va ser rebutjada.
El 1973 es va organitzar el Campionat del Món de Rotterdam. S'hi inclouen per primera vegada les maces com a exercici obligatori, executant-també els tres exercicis lliures amb pilota, cèrcol i cinta. En conjunts, els exercicis van ser de corda. Bulgària va repetir l'èxit en la modalitat individual amb el seu gimnasta estrella Maria Gigova, qui es va convertir en aquest campionat en la primera gimnasta a ser campiona del món en el concurs general en tres ocasions (després igualarien el seu rècord Maria Petrova, Yevgeniya Kanayeva i Yana Kudryavtseva).
El 1975, la comissió de la FIG encarregada de la constitució de la gimnàstica rítmica moderna va passar a ser un Comitè Tècnic autònom. Aquest nou Comitè va canviar novament el nom de la disciplina pel de «gimnàstica rítmica esportiva» (GRE). Aquest mateix any es va celebrar el Campionat del Món de Madrid, en què hi va haver boicot d'alguns països de l'Est. En aquest campionat va desaparèixer l'exercici obligatori, ja que aquest tenia com a finalitat marcar un estil clar i definit per a la gimnàstica rítmica, el que es considerava que ja s'havia aconseguit. La competició es va desenvolupar amb quatre exercicis individuals lliures de cèrcol, pilota, maces i cinta i un exercici de conjunts amb 3 pilotes i 3 cordes.

### Etapa d'expansió (1978 - 1983)
Per aquesta època, la gimnàstica rítmica ja havia adquirit unes bases molt més sòlides a nivell de reglament, tècnica i organització, el que va permetre el desenvolupament dels posteriors campionats amb un caràcter molt més estable.

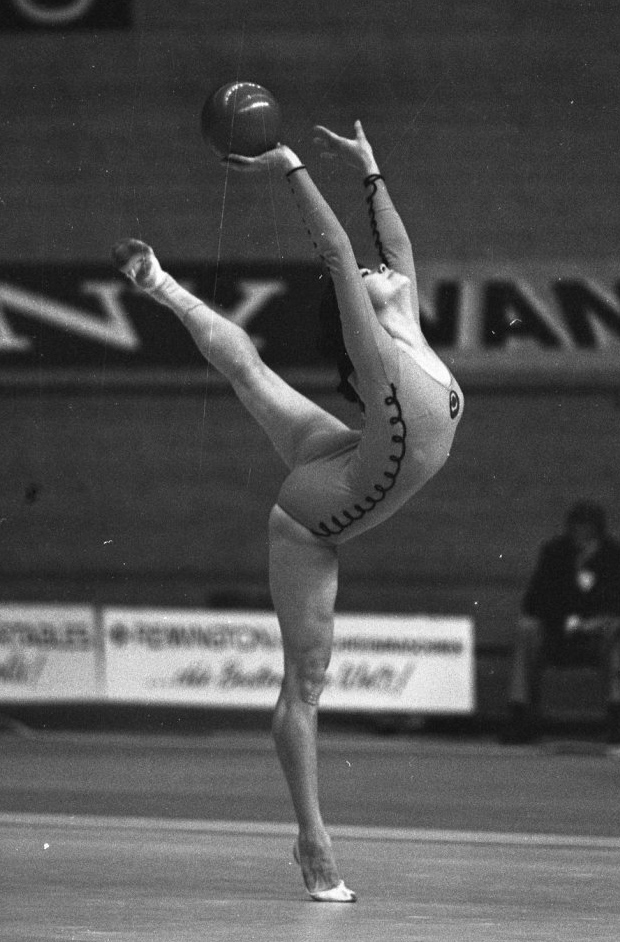
La soviètica Galima Shugurova, campiona del món (1973) i primera campiona d'Europa (1978)

El 16 de març de 1978, part de l'equip búlgar de gimnàstica rítmica va perdre la vida en un accident aeri ocorregut durant un vol de Sofia a Polònia. A la tragèdia van morir entre d'altres, Julieta Shismanova (màxima representant de la Federació Búlgara i entrenadora de gimnastes com Maria Gigova i Nechka Robeva), l'entrenadora Rumiana Stefanova i les gimnastes Albena Petrova i Valentina Kirilova. Aquest mateix any es va celebrar el primer Campionat Europeu de Gimnàstica Rítmica a Madrid, on en el concurs general les soviètiques Galima Shugurova i Irina Deriugina es van penjar l'or i la plata, i el bronze va ser a l'espanyola Susana Mendizábal.
A la dècada del 1980, es va observar un increment en el nombre de participants tant en competicions nacionals com internacionals, així com en el nombre de països participants de les mateixes. A més, es va publicar un compendi de normes tècniques i organitzatives referents als campionats realitzats per la FIG. El 1980 es va aprovar l'existència de tres gimnastes individuals per país en els Campionats d'Europa, decisió que es va aplicar a partir de 1982, cosa que va fer que la competició es prolongués un dia més. També en aquesta època es va innovar substancialment en l'estructura del Codi de Puntuació, passant a prendre la forma de classificador, la qual cosa va permetre posteriorment poder fer canvis parcials del mateix sense modificar la resta. A més es va debatre llavors la creació de la Copa del Món.
El 1981, el COI va aprovar finalment que la gimnàstica rítmica formés part del programa dels Jocs Olímpics a partir de Los Angeles 1984, encara que únicament en la modalitat individual. El 1982 es va iniciar un nou sistema en la rotació d'aparells per a les competicions de la FIG, començant un nou cicle de dos anys a partir de 1983 que podria repetir regularment. El 1983 va tenir lloc la primera Copa del Món de Gimnàstica Rítmica, disputada a Belgrad, a la qual accedirien únicament les 20 millors gimnastes classificades en el Campionat del Món anterior a la celebració de la mateixa. Cal ressaltar també el domini que Bulgària va tenir en gairebé tots els campionats oficials a la dècada del 1980, especialment en els Mundials i Europeus, on es va portar la gran majoria d'ors disponibles sent representada per figures com Iliana Raeva, Anelia Ralenkova, Lilia Ignatova, Bianka Panova, Adriana Dunavska, Diliana Gueorguieva o Elizabet Koleva. Aquesta generació va ser coneguda com les «Noies d'Or de Bulgària».

### Etapa de consolidació (1984 - actualitat)
A Los Angeles 1984, la gimnàstica rítmica va passar a ser disciplina olímpica, encara que només en modalitat individual. A causa de la Guerra Freda, el bloc comunista, liderat per la Unió Soviètica, va boicotejar els Jocs Olímpics per celebrar-se als Estats Units. La primera campiona olímpica va ser la canadenca Lori Fung, sent aquesta l'única vegada en què una gimnasta rítmica d'Amèrica ha aconseguit un títol internacional. Li va precedir la romanesa Doina Stăiculescu i Regina Weber d'Alemanya Occidental.
Després de la celebració del Campionat del Món de Valladolid el 1985, el Comitè Tècnic de la FIG va transmetre a la recentment creada Unió Europea de Gimnàstica (UEG) la competència del Campionat d'Europa, i la Unió Americana de Gimnàstica la del Campionat dels Quatre Continents. Durant 1986, el Comitè Tècnic va tornar a examinar detalladament el nou Codi de Puntuació, modificant alguns aspectes i experimentant amb noves formes de calcular les notes mitjana i final a partir de les puntuacions atorgades entre 1986 i 1987. Els resultats van servir per configurar el proper Codi, que va haver d'esperar fins a 1988 en determinar la normativa olímpica que no es poden canviar els reglaments esportius durant els dos anys precedents als Jocs. També aquest any es va produir una modificació important en els exercicis de conjunts, a l'acordar-se l'execució en dies diferents de dos exercicis, en lloc d'un. Una composició es realitzaria a partir d'aquest moment amb sis aparells iguals (sent aquest aparell el que no apareixeria en el concurs individual), mentre que l'altra es realitzaria amb dos aparells diferents (exercici mixt). Aquest canvi va ser efectiu des del Campionat del Món de 1987.
Els mitjans de comunicació van augmentar en aquesta època el seu interès per la retransmissió de les proves, la qual cosa va tenir una repercussió favorable en l'economia de les diferents institucions destinades a la gimnàstica rítmica al món. El 1991 el conjunt espanyol de gimnàstica rítmica es va proclamar campió del món en el concurs general, sent la primera vegada, sense comptar el boicot del Mundial de 1975, que un país no pertanyent al llavors anomenat Bloc de l'Est aconseguia un títol mundial.

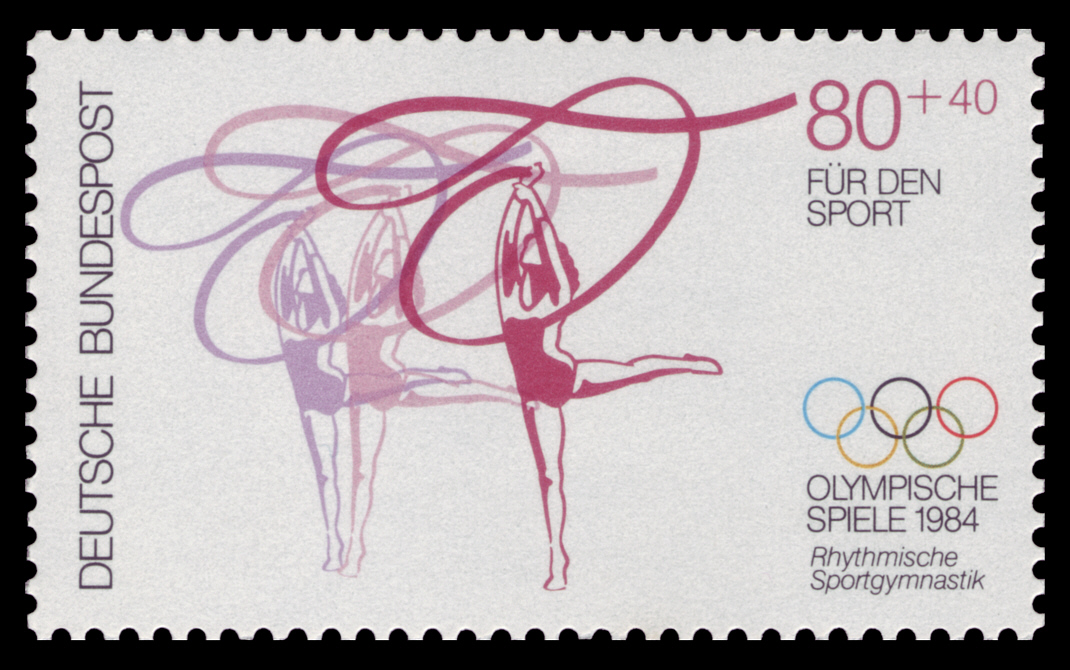
Segell postal commemorant l'ingrés de la gimnàstica rítmica en el calendari olímpic de 1984
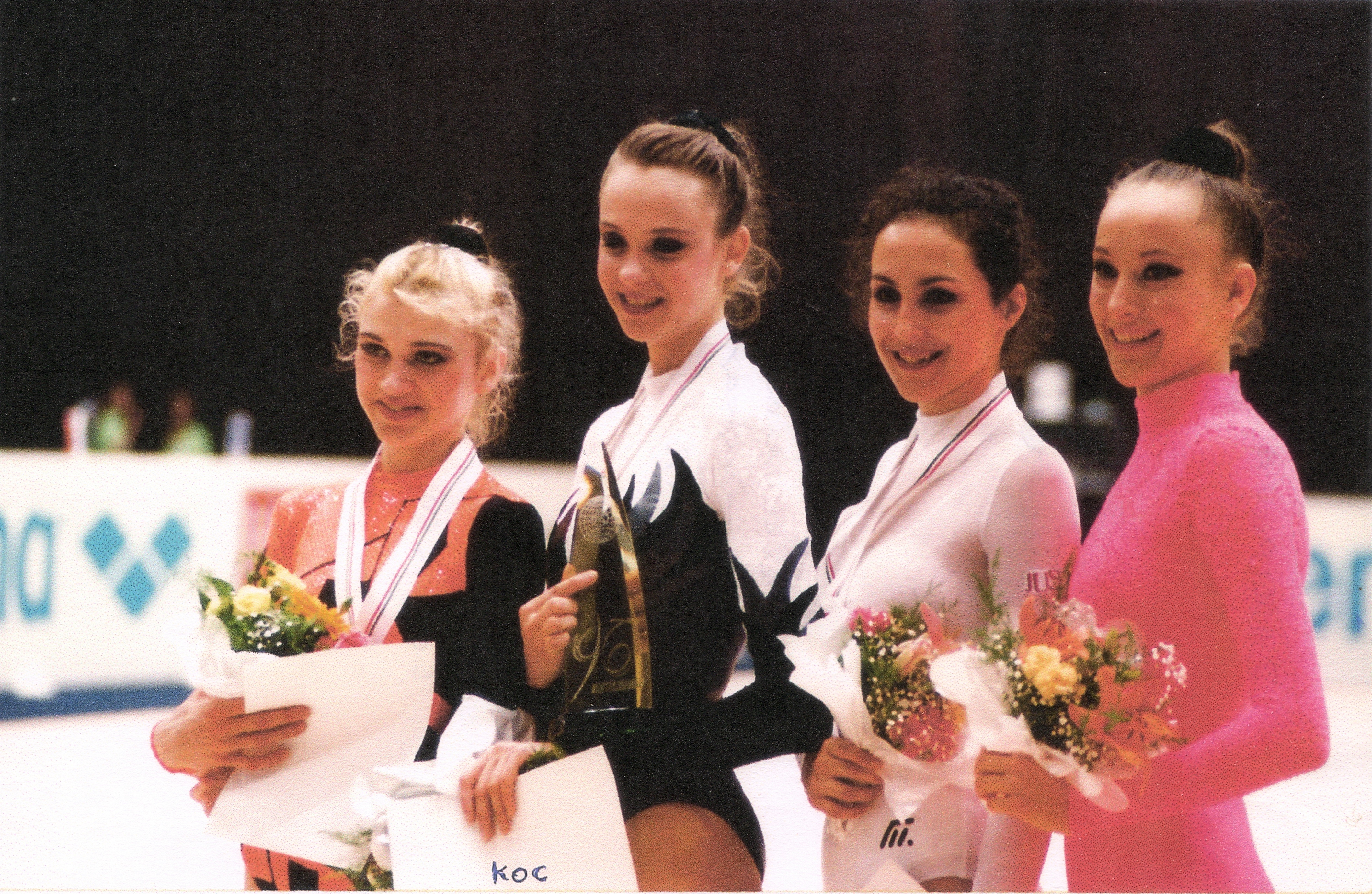
Larissa Loukianenko, Ekaterina Serebrianskaya, Maria Petrova y Amina Zaripova en el podi del Mundial de Budapest (1996)
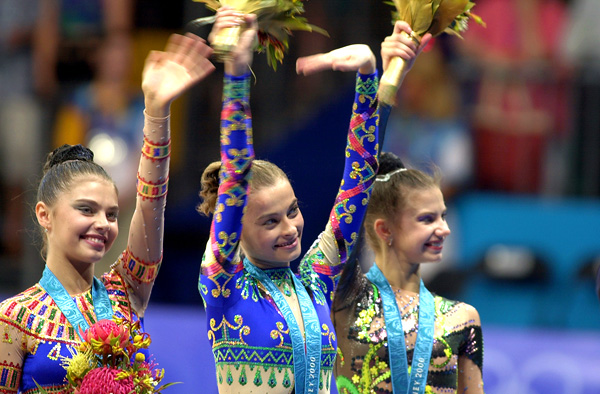
Alina Kabàieva (bronze), Iúlia Barsukova (or) i Yulia Raskina (plata), al podi dels Jocs Olímpics de Sydney 2000

El 1993 hi va haver una important renovació del Codi de Puntuació. L'admissió de la prova de conjunts en el programa olímpic va ser acceptada pel COI a l'abril d'aquest any. Yuri Titov, president de la FIG, va aconseguir aquesta inclusió malgrat que el COI era reticent a la incorporació de noves disciplines i favorable a la reducció del nombre de participants en els Jocs. Això va provocar alguns canvis organitzatius, entre ells el de disminuir per als Jocs d'Atlanta 1996 el nombre de jutges i gimnastes individuals, així com la durada de la competició. També, a partir de 1995, els exercicis de conjunts van passar de ser realitzats per sis gimnastes i una reserva a cinc gimnastes i una reserva.
El 1996 la modalitat de conjunts va debutar finalment en el calendari olímpic en els Jocs Olímpics d'Atlanta. El primer títol olímpic en aquesta modalitat el va obtenir el conjunt d'Espanya, seguit per Bulgària (plata) i Rússia (bronze). El conjunt espanyol, integrat per Marta Baldó, Núria Cabanillas, Estela Giménez, Lorena Guréndez, Tania Lamarca i Estíbaliz Martínez, va rebre el pseudònim de las Niñas d'Oro (les Nenes d'Or). El 1998 la FIG va decidir finalment canviar el nom de l'esport de gimnàstica rítmica esportiva a l'actual terme, «gimnàstica rítmica».
En l'actualitat la Federació Internacional de Gimnàstica (FIG) només reconeix la modalitat femenina. La categoria masculina es va desenvolupar al Japó cap a la dècada del 1970, celebrant-se en aquest país el primer Mundial de gimnàstica rítmica masculina el 2003 amb la presència de cinc països: Japó, Canadà, Corea del Sud, Malàisia i els Estats Units. Per a l'edició de 2005 es van afegir Austràlia i Rússia. A Europa algunes federacions com l'espanyola han aprovat també aquesta modalitat, celebrant el primer Campionat d'Espanya el 2009, tot i que amb unes regles similars a la gimnàstica rítmica femenina, a diferència de la practicada a Àsia.

## Modalitat masculina
Malgrat ser principalment un esport femení, es va desenvolupar al Japó una versió masculina de la gimnàstica rítmica durant la dècada del 1970. Mentre que en la versió femenina es valora la bellesa de la gràcia i la subtilesa dels moviments harmònics envoltats de música, la modalitat masculina exalta la força i resistència, combinant la gimnàstica tradicional femenina amb l'art marcial del wu-shu. Els homes competeixen en grups de sis atletes sense aparells i en una presentació que s'assembla a l'aparell de l'exercici de terra de la gimnàstica artística masculina. Entre els elements requerits es troben l'equilibri (també obligatori a la femenina), els salts verticals i la formació de cadenes, com a enllaços. Individualment, el gimnasta gestiona aparells (un total de quatre): dos cercles més petits (en lloc d'un gran per a les dones), dos bastons llargs (d'ús exclusiu masculí), dues maces i la corda (com les dones). La popularitat d'aquesta variant de gimnàstica rítmica ja ha arribat a altres països dins i fora d'Àsia. A més de Malàisia i Corea del Sud al continent, es practica gimnàstica rítmica masculina a Austràlia, Rússia, Estats Units d'Amèrica i el Canadà. Es va incorporant tímidament a Mèxic. Sense el reconeixement de la FIG, aquestes nacions es reuneixen per celebrar els seus campionats nacionals i internacionals.

### Història
La gimnàstica rítmica masculina al Japó es va crear originalment mitjançant l'adopció d'elements de la gimnàstica sueca, danesa i alemanya. S'ha ensenyat i realitzat durant molts anys amb l'objectiu de millorar la força física i la salut des de la dècada de 1940. Originalment, tant els nens com les nenes solien realitzar aquest tipus de gimnàstica, que es diu "Dantai Toshu Taisou", literalment "gimnàstica de grup a mans lliures". En 1967, el nom "Shintaisou" ("nova gimnàstica") es va adoptar com una traducció de "Gimnàstica moderna", que solia fer-se al nord i centre d'Europa. D'altra banda, la gimnàstica rítmica per a dones també s'ha anomenat "Shintaisou"al Japó des que es va importar per primera vegada al país. Actualment, MRG i la gimnàstica rítmica femenina estan sota el paraigua de l'Associació de Gimnàstica del Japó i les principals competicions sovint es duen a terme en el mateix lloc. El RG d'homes consisteix en dos tipus d'esdeveniments: esdeveniments grupals de 6 persones (a mans lliures o sense aparells) i esdeveniments individuals que usen aparells (pal, anells, sogues i pals). Tant els esdeveniments grupals com els individuals es realitzen en un tapís, la qual cosa permet als gimnastes fer diversos tipus de moviments durant la seva actuació.

### Internacionalització
Del 27 al 29 de novembre de 2003, el Japó va ser seu del Campionat Mundial de Gimnástica Rítmica Masculí. Aquest primer campionat va atreure a cinc països de dos continents: el Japó, el Canadà, Corea, Malàisia i els Estats Units. El Campionat Mundial de 2005 va incloure a Austràlia, el Canadà, el Japó, Malàisia, Corea, Rússia i els Estats Units. La gimnástica rítmica masculina no està reconeguda actualment per la FIG.
Hi ha, particularment a Europa, alguns gimnastes masculins que entrenen i s'exerceixen de la mateixa manera que les seves contraparts femenines. No obstant això, no són elegibles per a participar en cap competència important. Els exemples inclouen a Rubén Orihuela (Espanya), Ismael De la Vall (Espanya), José Sánchez Díaz (Espanya) i Thomas Gandón (França).
En 2013, l'equip masculí de gimnàstica rítmica de la Universitat de Aomori va col·laborar amb el canviat de nom dissenyador de moda japonès Issey Miyake i el coreògraf estatunidenc Daniel Ezralow (Spiderman, Cirque du Soleil) per a crear una actuació contemporània d'una hora, "Flying Bodies, Soaring Spirits", que va comptar amb els 27 Aomori gimnastes equipats amb els vestits característics de Miyake. Celebrat el 18 de juliol de 2013 en l'Estadi Nacional Yoyogi a Tòquio, l'espectacle va atreure a una audiència de 2,600. "Flying Bodies" també va ser capturat en un documental de 78 minuts pel director Hiroyuki Nakano que segueix als entrenadors, gimnastes i equip creatiu durant els tres mesos previs a l'actuació. [34]
Les gimnastes masculins de la Universitat d'Aomori van mostrar el seu rendiment en la cerimònia de clausura dels Jocs Olímpics d'Estiu 2016.

### Indumentària
L'uniforme sol estar format per leotards amb pantalons o pantalons curts. En vint anys des dels seus inicis, les competicions es van estendre a alguns països diferents del Japó, i el 2003 es va celebrar el primer campionat internacional amb cinc països participants. El 2005, el nombre va augmentar fins a set. Encara que no deixa de ser un esport nou, les competicions se celebren sota l'autoritat de FIG, tot i que encara no ho avalen. Amb diversos gimnastes inscrits en aquesta variació (milers només al Japó), aquesta nació, com les altres, reclama davant l'entitat el reconeixement de l'esport.

## La gimnasta

### Característiques i preparació
La carrera esportiva d'una gimnasta rítmica sol tenir una longevitat curta en comparació d'altres esports. Normalment es comença a practicar a edats primerenques, entrant en edat júnior el 1r de gener del 13è any, i en edat sènior i, per tant, elegible per competir en els Jocs Olímpics, al 16è any. El pic de forma sol estar en l'adolescència (15 - 19 anys), encara que ja és més comú veure-ho a partir de la vintena. Les espanyoles Almudena Cid i Carolina Rodríguez han disputat competicions internacionals amb 28 i 30 anys respectivament, sent considerades les gimnastes rítmiques d'elit més longeves.

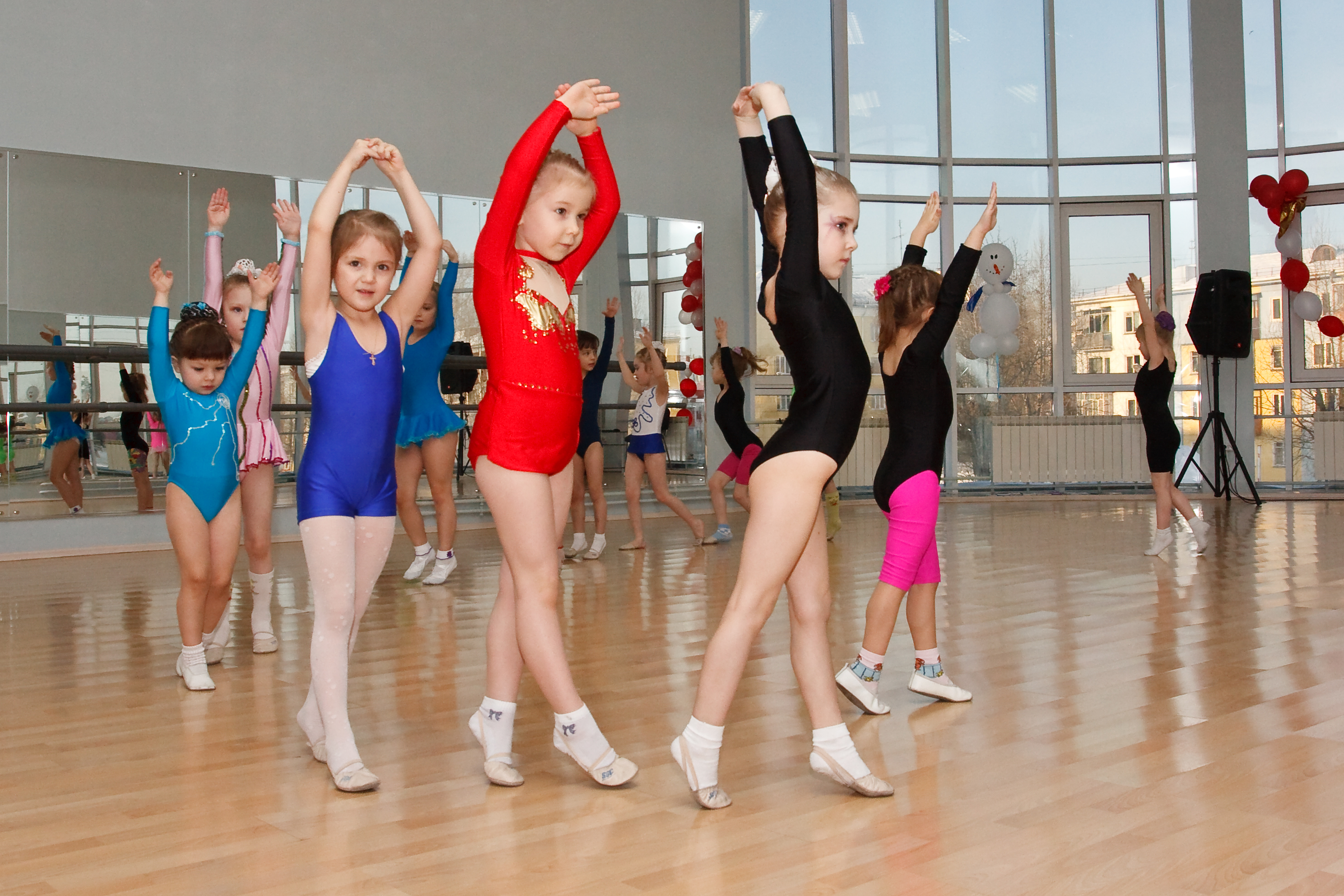
La gimnàstica rítmica sol començar a practicar-se a edats primerenques

El cos d'una gimnasta rítmica és en general més prim i menys definit que el d'una gimnasta artística, normalment més baixes i robustes. Caracteritzada per l'alta exigència de coordinació per l'esportista, aquesta modalitat té en la simetria i bilateralitat principis fonamentals per a una bona execució. Igual que en la gimnàstica artística, per la seva elevada dificultat tècnica, ja que l'alt nivell s'arriba a una edat primerenca, és important iniciar l'entrenament tan aviat com sigui possible si es vol arribar a l'elit, sent l'ideal que comenci entre els 2 o 6 anys, ja que les dones tenen un potencial de desenvolupament que pot mantenir-se en l'etapa de maduresa de les habilitats motrius bàsiques, és a dir, entre els 15 i 20 anys. La pràctica de gimnàstica rítmica ha de desenvolupar habilitats com a força, potència, flexibilitat, agilitat, destresa i resistència, per assolir el grau tècnic necessari per a mostrar vigor, bellesa i harmonia en els moviments de l'exercici. De manera general, la gimnàstica rítmica ha tres aspectes que s'han de treballar: moviment corporal, maneig de l'aparell i l'acompanyament musical. Aquests tres elements formen la unitat que fonamenta la gimnàstica rítmica.
Com a preparació, la gimnasta té els exercicis físics iniciats en l'edat escolar per millorar les seves aptituds físiques i coordinació motora, així com fomentar la seva interacció social, més enllà del plaer i l'estímul provinent de la pràctica. La introducció dels aparells s'ha de fer gradualment perquè la nena s'adapti a les característiques de cada un. Aquesta preparació es realitza per al futur, en què la gimnasta tindrà una millora de la condició física i gaudirà d'experiències sorgides de la convivència en equip, així com una major estructura psicològica en haver d'enfrontar-se a situacions oposades com la victòria i la derrota. L'entrenament físic es pot convertir en perjudicial si està mal supervisat i es combina amb una mala alimentació. Una bona educació alimentària és essencial per al manteniment tant del rendiment físic com intel·lectual. Per això se sol necessitar d'un estudi sobre cada practicant per tal d'obtenir unes necessitats de consum de calories personalitzades. Si s'han de produir restriccions en la dieta, són aconsellades per nutricionistes perquè la gimnasta no danyi la seva salut. Diversos estudis han avalat que la pràctica regular de la gimnàstica rítmica facilita el desenvolupament de l'esquelet i prevé les pèrdues de densitat mineral òssia associades a l'edat.
En conclusió, per a una pràctica ideal de gimnàstica rítmica, cal una interacció entre gimnasta, entrenador i família, per tal de crear hàbits adequats, tant alimentaris i socials com de seguretat, per al manteniment del benestar físic i psicològic, el qual generarà efectes positius en el rendiment intel·lectual i esportiu de les gimnastes.

### Moviments
Els anomenats elements corporals són la base dels exercicis individuals i de conjunts, podent ser realitzats en diferents direccions, plans, amb o sense desplaçament, en suport sobre un o dos peus o una altra banda, i coordinats amb moviments de tot el cos.

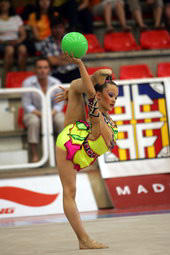
Exemple d'attitude per Raquel Rodríguez
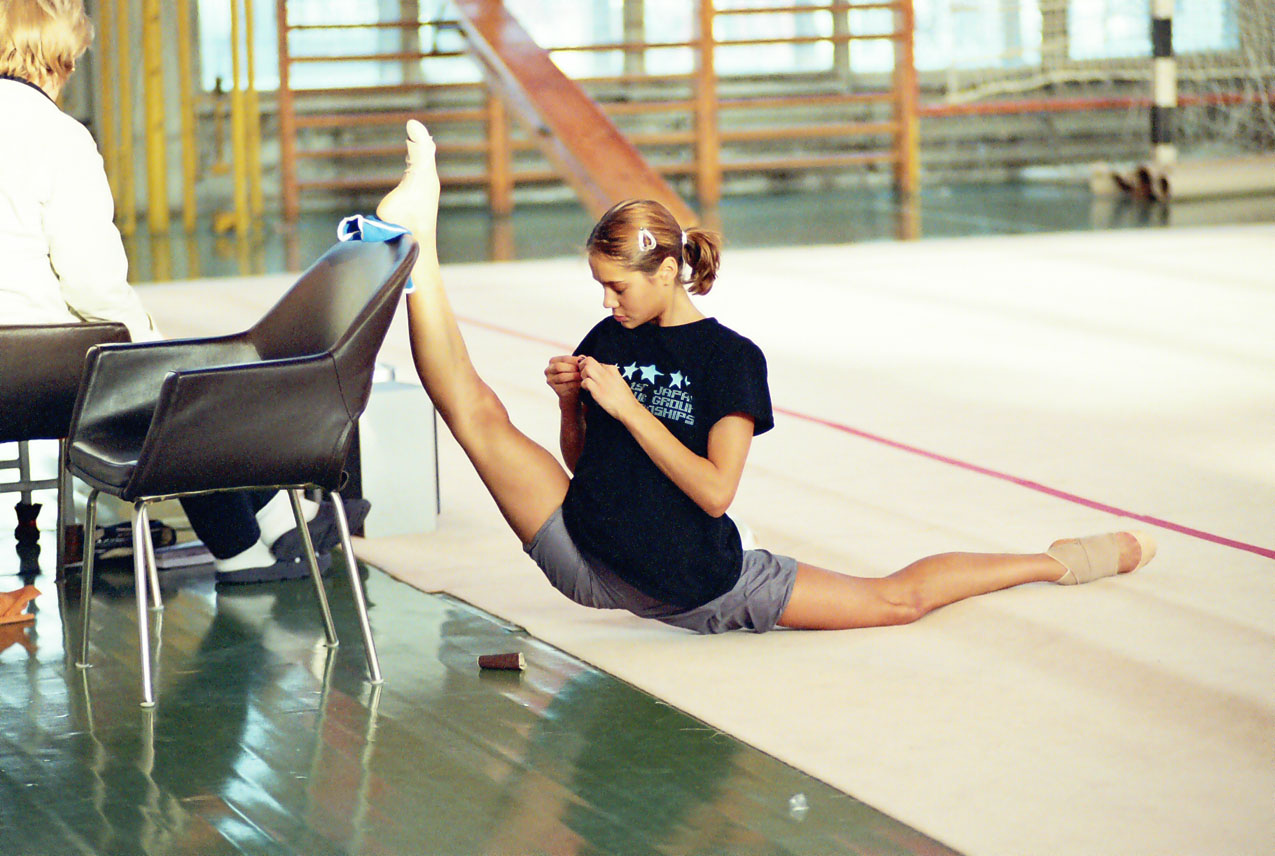
Irina Chashchina realitzant un spagat. La flexibilitat és una característica fonamental per a una gimnasta

Ha d'existir una harmonia dels mateixos tant amb el ritme com amb el caràcter de la música, a més d'una relació entre els de cada gimnasta en presentacions en conjunts, tot això tingut en compte pels jutges. Entre els principals grups d'elements corporals es troben:
- Salts: Consisteix en aconseguir una situació de vol. Per ser tingut en compte com a dificultat ha de posseir característiques com altura, fixació de la forma durant el vol, bona amplitud i estar coordinat amb un mestratge d'aparell. Alguns tipus són la gambada (o grand jete), la corza, el cosac, el carpat, en cercle, l'arquejat, el butterfly o el cabriole.
- Equilibris: La gimnasta adopta una posició d'equilibri durant almenys tres segons, normalment parant-se en una cama i aixecant l'altra. Pot ser realitzat sobre mitja punta (en relevé), peu pla o sobre diferents parts del cos, sempre mantenint la fixació de la forma i coordinats amb un mestratge d'aparell. Alguns exemples són l'equilibri horitzontal, el passé, el grand écart, el penché, l'arabesque, en cercle o l'attitude.
- Girs: També anomenats rotacions, poden realitzar-se en mitja punta, peu pla, o una altra part del cos, sempre tenint una forma fixada i àmplia, i estar coordinats amb un mestratge d'aparell. En general, almenys ha d'haver una rotació de 360°. Alguns molt comuns són sobre una cama amb la cama lliure per sobre de l'horitzontal, amb la cama lliure en horitzontal, o amb la cama lliure en passé, i els dos últims formar els fouettés quan s'utilitza la força de la cama lliure com a impuls per girar.
- Flexibilitats i ones: Poden ser realitzades amb suport d'un peu, de dos o de qualsevol altra part del cos, i s'exigeix fixació de la forma i estar coordinades amb un mestratge d'aparell. En el Codi de Puntuació 2013-2016 van desaparèixer com a grup obligatori de dificultat corporal.[15]

## Equipament

### Indumentària

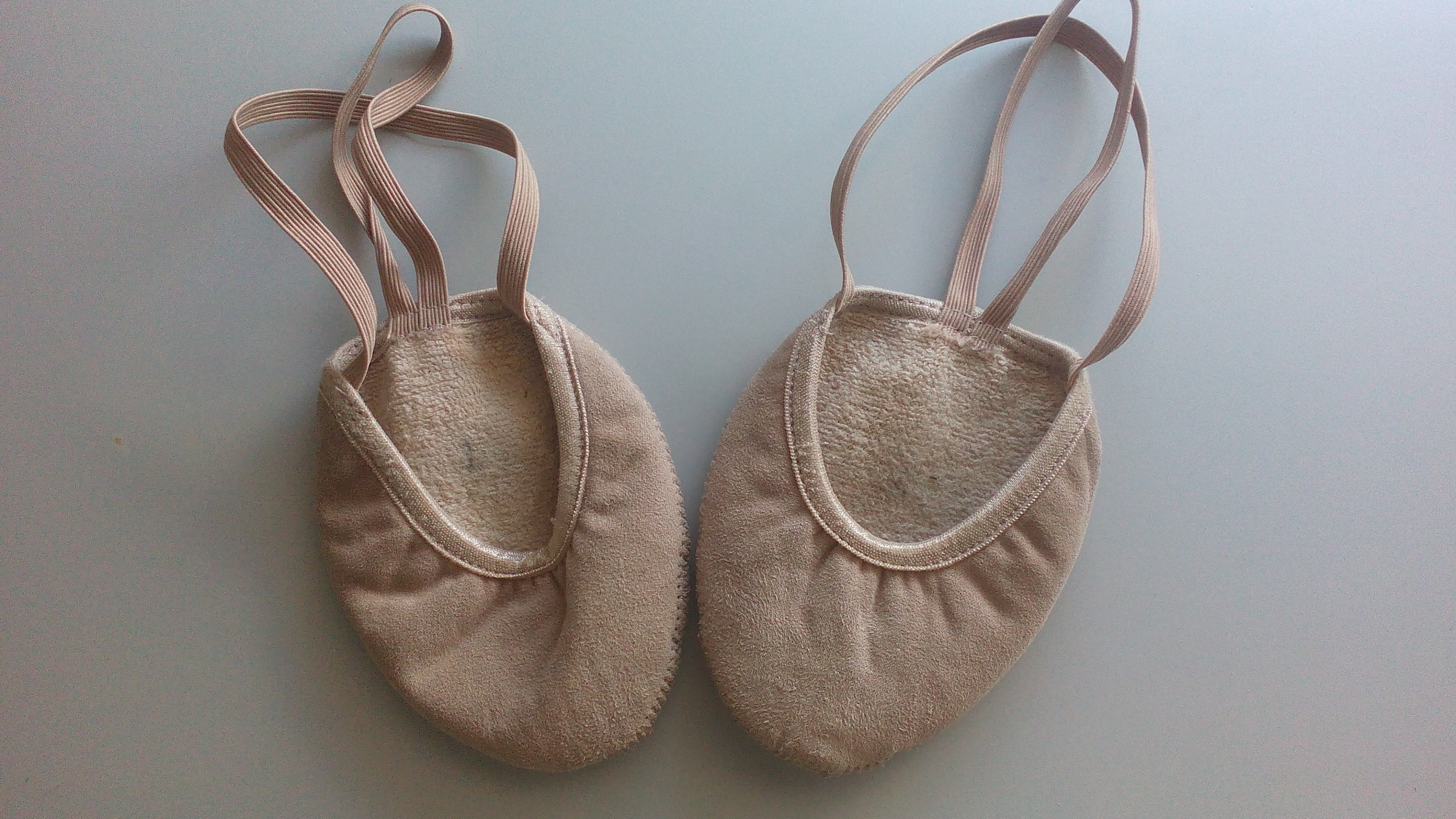
Punteres

La indumentària amb què competeixen les gimnastes ha anat evolucionant a través del temps, des dels mallots senzills usats en el passat, fins als més complicats d'avui dia, que en les gimnastes internacionals arriben a portar incrustats milers de cristalls Swarovski. Els mallots han de tenir unes característiques assenyalades per la federació corresponent. Tant en rítmica femenina com en masculina, no han de ser transparents i l'escot no pot superar la línia inferior dels omòplats a la part posterior i la meitat de l'estern al davant, no estant permesos els tirants fins. Pel que fa al calçat, les gimnastes trepitgen el tapís amb les punteres que estan fabricades en pell amb dues tires elàstiques per ajustar-les al peu. Poden ser de color blanc o imitació pell. Cal portar recollits, i si es competeix en conjunt normalment tots els integrants d'ell hauran de portar igual.

### Aparells
La FIG tria quins aparells seran emprats en els exercicis en funció de cada categoria; només són seleccionats quatre dels cinc aparells disponibles. El 2011, la corda va ser desplaçada en ambdues modalitats en categoria sènior. Depenent de les categories hi ha unes mesures mínimes per a alguns aparells, que a Espanya estan establertes per la RFEG:
| Categoria benjamí                 | Pilota: mínim de 15 cm de diàmetre.                                 |
| Categoria aleví                   | Cèrcol: mínim de 70 cm de diàmetre. Maces: mínim de 35 cm de llarg. |
| Categoria infantil                | Maces: mínim de 35 cm de llarg. Cinta: mínim de 4,5 m. de llarg.    |
| Categoria júnior, cadet i juvenil | Cinta: mínim de 5 m. de llarg.                                      |

A continuació es detallen els cinc aparells emprats en les competicions oficials de gimnàstica rítmica:
| Corda  | - Material: Cànem o qualsevol altre material sintètic. - Longitud: D'acord amb l'alçada de la gimnasta; es mesura des de la punta del peu fins a les espatlles, doblegada per la meitat. - Extrems: Té nusos a manera de mànecs. Els extrems (no una altra part de la corda) poden ser embolicats en una longitud de 10 cm a manera de decoració. - Forma: A tot arreu el mateix diàmetre o més estret al centre. - Execució: Les figures tècniques poden ser fetes amb la corda tensa o solta, amb una o les dues mans, i amb o sense canvi de mans. La relació entre l'implement i la gimnasta és més intensa que en altres casos. - Moviments: Girs, cops, salts, llançament ... Cada vegada que la corda toqui a terra es penalitzarà. Actualment es discuteix la possibilitat que la corda desaparegui del programa de competició, ja que es considera que és l'aparell que menys ha evolucionat en maneig al llarg dels últims anys. No obstant això, encara es conserva en diverses categories, pel que la seva desaparició definitiva no està clara. |  |
| Cèrcol | - Material: Plàstic (ha de ser d'un material rígid). - Diàmetre: 80 cm a 90 cm a l'interior. El cèrcol ha d'arribar a la cintura de la gimnasta. - Pes: Almenys 300 g. - Forma: Pot ser llis o aspre. Es pot embolicar (totalment o parcialment) amb una cinta adhesiva de color. - Execució: El cèrcol defineix un espai. Aquest espai és usat al màxim per la gimnasta, qui es mou dins del cercle format. L'execució del cèrcol requereix freqüents canvis del moviment, i el principal requeriment és la bona coordinació dels moviments. - Moviments: Llançament, desplaçament, rodada ... |  |
| Pilota | - Material: Cautxú o plàstic. - Diàmetre: 18 a 20 cm. - Pes: Almenys 400 g. - Execució: La pilota és l'únic implement que no es permès agafar-lo amb força. En aquest cas cal una relació més suau i delicada entre el cos i l'aparell. Els moviments de la pilota han d'anar en perfecta harmonia amb el cos. La pilota no ha de quedar immòbil a terra, si no estar rodant, girant, etc. - Moviments: Rebots, girs, figures en forma de 8, llançaments, recepció amb braços, cames, rodaments dirigits i no dirigits, gegantina, retenció, esllavissades ... - Llançaments: S'efectua amb una successió d'impulsos que venen des de les cames, a través d'una lleugera flexió de tot el cos fins a arribar a la punta dels dits. El cos i els braços s'estenen cap a la direcció del llançament. La recepció de la pilota ha d'efectuar-se sense soroll, esmorteint-la amb una extensió de braços cap a la pilota, per a finalitzar el moviment seguint la línia que porta, enllaçant amb un altre element o finalitzant l'exercici. Els llançaments a gran alçada amb control i precisió en les recepcions són elements de risc. - Bot: Per realitzar-ho la mà ha emmotllar-se a la forma de la pilota, el canell ha d'estar fix, i els genolls han d'acompanyar el moviment amb una flexió i extensió de cames. En el moment del bot s'acompanyarà la pilota amb la mà fins que surti d'aquesta. La recepció ha de ser silenciosa, seguint la línia del moviment. Existeixen bots a una i dues mans, laterals o frontals. - Rodaments: Es poden fer a terra o en el cos de la gimnasta (braços, tronc, cames). S'inicien amb un acompanyament del braç i la mà. Durant el recorregut, la pilota ha de romandre en contacte amb la superfície de rodament, i en acabar ha de ser rebuda amb alguna part del cos. - Rotacions: Les rotacions es poden realitzar sobre el sòl o sobre el cos de la gimnasta, de manera que la pilota doni voltes al voltant del seu eix després de transmetre-li un impuls amb la mà. Quan acaba la rotació la pilota ha de recepcionar per alguna part del cos de la gimnasta. - Balanceigs: La pilota ha de ser equilibrada suau i naturalment amb la mà relaxada, sense agafar-la. - Moviments en vuit: La pilota s'ha de moure, com el seu nom indica, en forma de vuit. La gimnasta ha de tenir la mà relaxada i no prendre mai la pilota. Són molt necessàries en aquest element l'amplitud i la fluïdesa del moviment. - Circunduccions: Igual que en els dos casos precedents, la mà ha d'estar completament distesa i posada sobre la pilota. El moviment aquesta vegada té forma circular. Tant aquest element com els dos anteriorment esmentats es poden realitzar a una o dues mans. |  |
| Maces  | - Material: Plàstic, cautxú o fusta. - Longitud: 50 a 80 cm des d'un extrem a l'altre. - Pes: Almenys 150 g per maça. - Parts: - Cos: Part protuberant. - Coll: Part prima. - Cap: Part esfèrica. - Execució: La gimnasta usa les maces per executar molinets, voltes, llançaments i tantes figures asimètriques com sigui possible, combinant-les amb les moltes figures que s'utilitzen en la gimnàstica sense implements. Quan es copegen les maces, no s'ha de fer amb força. Els exercicis amb maces requereixen un sentit del ritme altament desenvolupat, màxima coordinació psicomotora i precisió. Les maces són especialment apropiades per a les gimnastes ambidextres. - Moviments: Llançaments amb les dues o amb una mà, molinets, cops, retenció, lliscament ... |  |
| Cinta  | - Material: Setí o un material no emmidonat. Té una vareta anomenada estilet, que pot ser de fusta, bambú, plàstic o fibra de vidre. La cinta és de setí o un material similar. - Amplada: 4 – 6 cm. - Longitud: fins 6 m. - Pes: Al menys 35 g (sense l'estilet ni la unió). - Parts: - Estilet: Vareta que subjecta la cinta. - Unió: La cinta es fixa a la vareta mitjançant una unió flexible realitzada usant un fil, una corda de niló, o una sèrie d'anells articulats. - Cinta: Ha de ser d'una sola peça. - Execució: La cinta és llarga i lluminosa, i pot ser llançada en totes direccions. La seva funció és crear dissenys en l'espai. Els seus vols en l'aire creen imatges i formes de tot tipus. - Moviments: Espirals, ziga-zaga, gegantina, llançament ... L'extrem de la cinta ha d'estar sempre en moviment durant tota l'execució de l'exercici, sense tocar el terra de forma involuntària. |  |

### Fabricants
Amb l'avenç tècnic que ha sofert la modalitat, els aparells es van normalitzar i es van presentar nous fabricants a tot el món per satisfer la demanda i millorar els materials utilitzats per donar una major seguretat als professionals. Entre els principals fabricants de l'equip hi ha la Gymnova francesa i la Spieth alemanya, tots certificats per la Federació Internacional entre els anys 2007 i 2008. Gymnova i Spieth, constants en esdeveniments internacionals recents, es presenten en color crema i vermell (Gymnova) i en blau i blanc (Spieth).

## Reglament

### Format

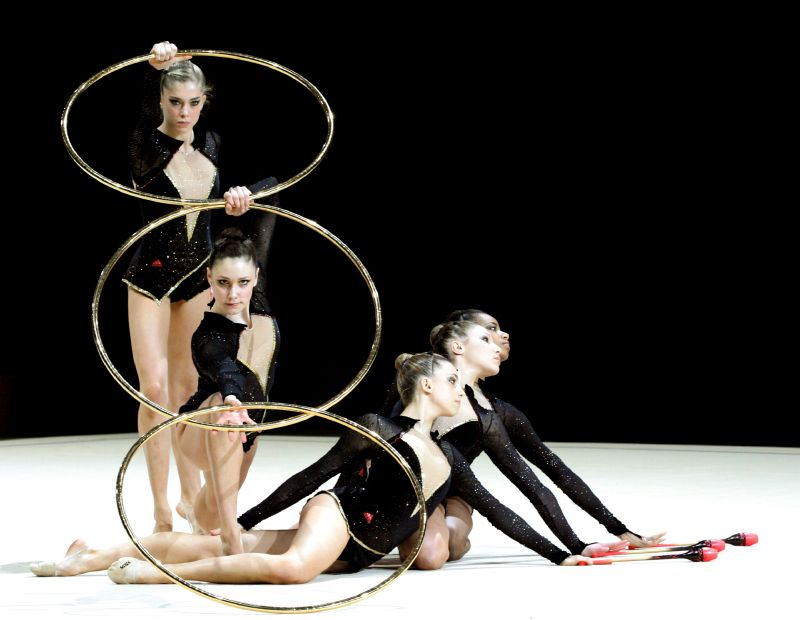
Conjunt francès (2007)

Es pot practicar individualment o en conjunts. Els conjunts estan formats actualment per 5 gimnastes sobre el tapís. Totes poden tenir aparells iguals o pot haver-hi 3 amb un mateix aparell i 2 amb un altre diferent (en aquest cas l'exercici es diu mixt). Fins a 1994 eren 6 gimnastes. El marge de durada d'un exercici de conjunts va dels 2 minuts i 15 segons als 2 minuts i 30 segons, mentre que els individuals poden ser d'1 minut i 15 segons fins a 1 minut i 30 segons. El tapís, també anomenat «practicable», té unes dimensions de 13 x 13 metres.
En els principals campionats de la FIG (Campionat del Món de Gimnàstica Rítmica, Copa del Món de Gimnàstica Rítmica, Campionat Europeu de Gimnàstica Rítmica i altres campionats continentals) les competicions segueixen un format establert: 
- En modalitat individual, se sol celebrar en primer lloc la qualificació (Competició I), on se sumen les notes dels 4 exercicis de cada gimnasta per obtenir a les classificades per a la final de la general. Ocasionalment també hi ha un concurs per equips (Competició IV) que no suposa una nova competició, sinó que sorgeix de sumar les 12 millors notes de cada país (3 per aparell) en la qualificació. Posteriorment tenen lloc les finals per aparells (Competició III), on competeixen a les 8 millors classificades en cada un dels aparells en la qualificació. Finalment té lloc la final del concurs general (Competició II), on accedeixen les 24 millors gimnastes en la qualificació.
- Per la seva banda, en modalitat de conjunts no existeix qualificació, sinó que només se celebren dues fases. La primera és el concurs general (Competició I), on se sumen les notes dels dos exercicis (el d'aparells idèntics i el mixt). La segona són les finals per aparells (Competició III), on participen els 8 conjunts millor classificats en cada un dels exercicis de la general.

Als Jocs Olímpics només se celebra el concurs general, tant en modalitat individual com en conjunts.
Encara que en la seleccions nacionals de gimnàstica rítmica únicament sol haver categoria júnior (13 - 15 anys) i sènior (més de 16 anys), en la gimnàstica rítmica federada a nivell nacional es desenvolupen més categories depenent de l'edat que es compleixi l'any que se celebra la competició.
A Espanya aquestes categories són benjamí (8 - 9 anys), aleví (10 - 11 anys), infantil (12 - 13 anys), júnior (14 - 15 anys) i sènior (16 anys o més). Addicionalment, en el Campionat d'Espanya Individual són presents a més la 1a categoria (on competeixen gimnastes que més de 2 anys enrere havien format part de la selecció, primeres classificades en aquesta mateixa categoria l'any anterior, i almenys les 3 primeres classificades l'any anterior en categoria júnior i sènior), la categoria d'honor júnior i la categoria d'honor sènior (on participen les gimnastes que pertanyen a la selecció nacional). Amb excepció de les d'honor, en el Campionat d'Espanya de Conjunts també es donen aquestes categories, encara que amb una major flexibilitat respecte a l'edat.

### Sistema de puntuació
En les competicions de gimnàstica rítmica dels exercicis són avaluats pels jutges seguint el Codi de puntuació, el qual és revisat per la FIG cada 4 anys.

#### Codi de puntuació actual
En el actual Codi de puntuació (2017 - 2020), la nota final d'un exercici s'obté de la suma de les notes de «dificultat» (D) i «execució» (E), cadascuna amb un valor màxim de 10 punts, de manera que la puntuació final serà d'un màxim de 20 punts. A més hi ha les penalitzacions, mitjançant les que són penalitzats, restant punts a la nota final, determinats errors comesos. Des del codi anterior (2013 - 2016) es permet la utilització de música cantada en un dels exercicis.
- La nota de dificultat (equivalent a la tradicional nota de composició) està composta per la suma de: dificultat corporal (salts, equilibris i rotacions), combinació de passos rítmics, elements dinàmics amb rotació i llançament (comunament coneguts com a riscos) i el mestratge d'aparell.
- La nota d'execució valora la correcció en tots els elements a nivell musical, de tècnica corporal i de tècnica amb l'aparell. S'hi distingeixen «faltes artístiques» i «faltes tècniques». En les primeres es valora la unitat de la composició, la música de l'exercici, l'expressió corporal o la varietat en la utilització de l'espai; d'altra banda, en el component tècnic es valoren aspectes com la tècnica dels moviments corporals, la tècnica base de l'aparell, la igualtat del treball entre les dues mans durant l'exercici, etc. Els errors pel que fa al model perfecte de realització es van acumulant i sumant, restant al final al valor de partida (un 10 representa una execució perfecta igual a model a seguir, sense cap error).

Pel que fa a les penalitzacions, es pot esmentar que:
- L'aparell ha d'estar sempre en moviment.
- L'exercici ha de finalitzar en el moment exacte en què acaba la música amb la qual es va acompanyar l'execució.
- El grau de dificultat s'ha de presentar en l'aparell, o bé en els moviments de la gimnasta, però sempre ha d'existir.
- Els passos no rítmics dins del tapís són penalitzats.
- La sortida del tapís, ja sigui de la gimnasta o de l'aparell, està penalitzada.
- Es penalitza la roba de la gimnasta no reglamentària.
- La comunicació amb l'entrenador/a o amb les companyes durant l'execució de l'exercici està penalitzada.

#### Evolució del Codi de puntuació

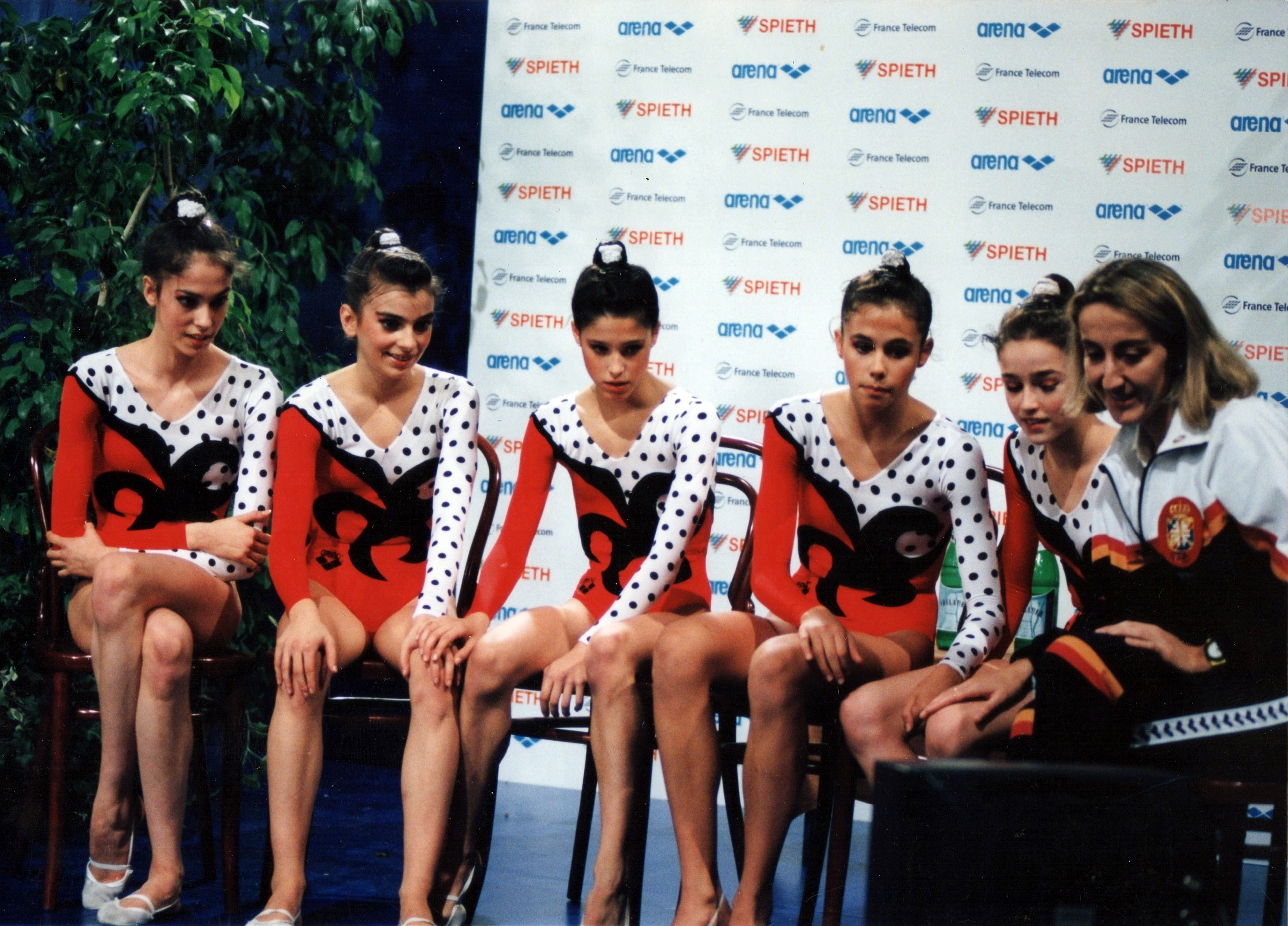
El conjunt espanyol esperant la nota del concurs general al Mundial de Viena (1995)

En les dècades del 1960 i 1970, el pes de la nota requeia principalment en la part artística, amb escassa presència de dificultats. En la dècada del 1980 van sorgir més elements de dificultat, en donar un major protagonisme a la flexibilitat i al risc en els llançaments, apareixent noves originalitats d'aparell. Tradicionalment, fins a l'any 2000, per obtenir la nota final d'un exercici es sumaven les notes de composició i execució, cadascuna d'un valor màxim de 10 punts en modalitat de conjunts (20 en total) i de 5 en modalitat individual (10 en total).
A finals de la dècada del 1990 va haver-hi una aparició de gimnastes què usaven als exercicis la flexibilitat com un element principal (les russes Yana Batyrshina o Alina Kabàieva, per exemple), el que va ser una de les motivacions per a un canvi molt important en el Codi de 2001, que doblava el nombre d'elements de dificultat requerits (encara que posteriorment serien lleugerament rebaixats) i reduïa el valor de la part artística. La nota final d'un exercici va passar a obtenir-se llavors mitjançant la suma de les notes de dificultat, artístic i execució, cadascuna amb un valor màxim de 10 punts, de manera que la puntuació final seria com a molt de 30 punts (excepte el cicle olímpic 2005 - 2008, on la nota final seria d'un màxim de 20 punts en sumar-se la nota mitjana de dificultat i artístic a la d'execució).
Seguint el Codi del cicle olímpic 2005 - 2008, és passa a descriure cadascuna de les tres notes:
- La nota de dificultat es basaria en el valor tècnic del muntatge. Aquesta es divideix en dificultat corporal i dificultat d'aparell. Les dificultats corporals es dividien en quatre grups: salts, flexibilitats i ones, girs i equilibris. L'ús obligatori de cadascuna d'elles dependria de l'aparell que s'usés. La nota de dificultat d'aparell tindria en compte el mestratge amb o sense llançament, el risc, els elements preacrobàtics i les originalitats d'aparell.
- La nota d'artístic es basaria, com el seu nom indica, en el valor artístic del muntatge. Es tindria en compte l'ús de la música, la coreografia emprada, la utilització de tot el tapís, la varietat de moviments de la gimnasta i la varietat d'ús de l'aparell.
- La nota d'execució valoraria la correcció en tots els elements a nivell musical, de tècnica corporal i de tècnica amb l'aparell. La seva valoració es basaria en un model perfecte de realització d'un element o moviment.

Els errors pel que fa al model es van acumulant i sumant, restant al final al valor de partida. Aquest sistema de tres notes sorgit el 2001 es va modificar substancialment per al Codi de 2013.

## Països i equips dominants

### Unió Soviètica

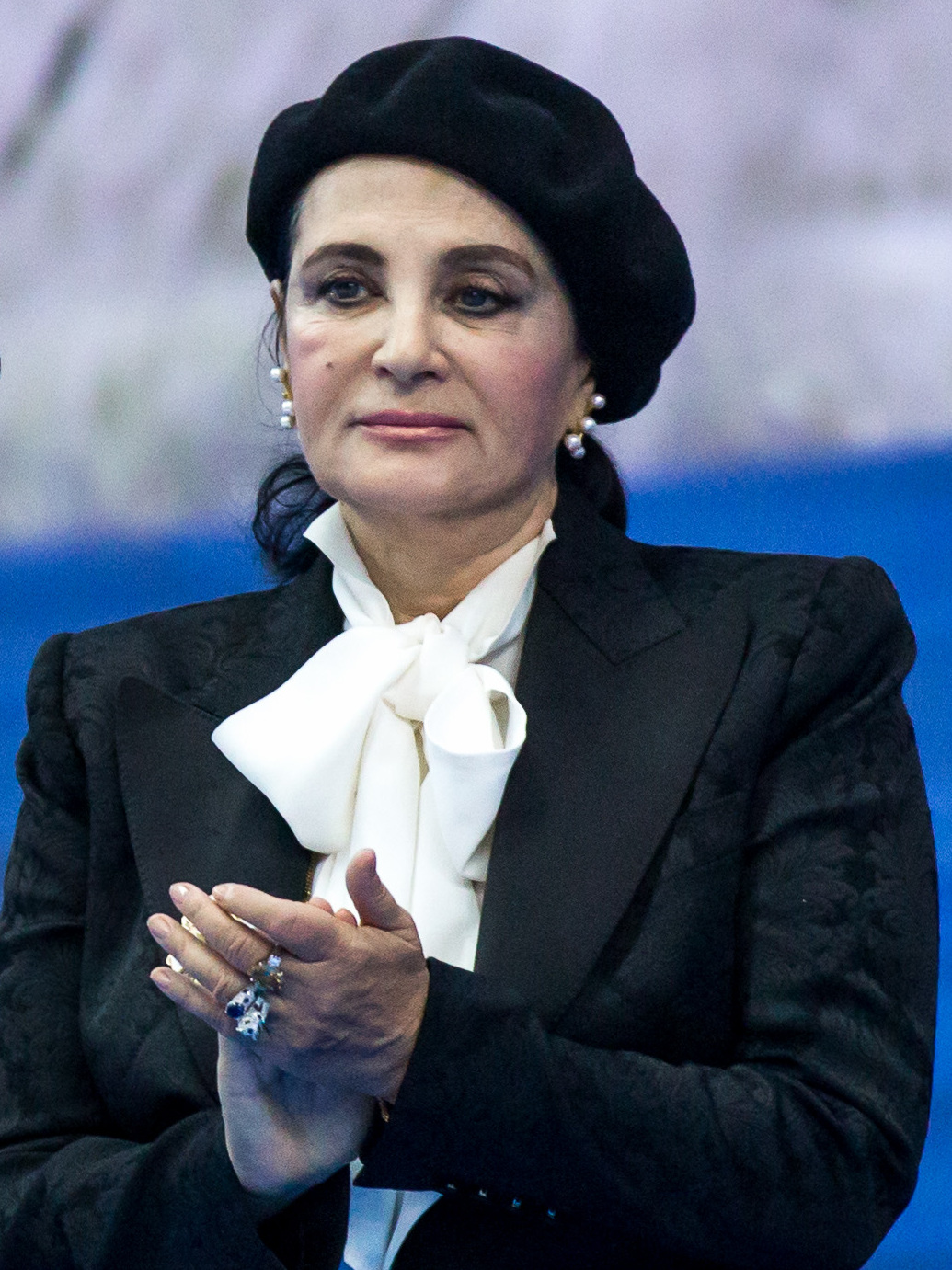
Irina Víner, presidenta de la Federació Russa de Gimnàstica i considerada la principal responsable de l'èxit de la rítmica a Rússia des de la dècada del 1990

Abans de la seva fragmentació, les gimnastes provinents de l'URSS rivalitzaven esportivament amb Bulgària. El primer Campionat del Món (Budapest 1963), va ser guanyat per la soviètica Ludmila Savinkova, i la primera competició de conjunts en un Mundial (Copenhaguen 1967), també va ser guanyada per l'URSS. Altres soviètiques campiones del món van ser Elena Karpukhina, Liubov Sereda, Galima Shugorova, Galina Beloglazova, Irina Deriugina, Tatiana Druchinina, Marina Lóbach, Alexandra Timoixenko i Oksana Skaldina. Marina Lóbach va ser la primera gimnasta soviètica a ser campiona olímpica en els Jocs Olímpics de Seül 1988. Després de l'enfonsament de la Unió Soviètica es va crear l'Equip Unificat, que va aparèixer per única vegada en els Jocs Olímpics de Barcelona 1992. S'hi van integrar les gimnastes soviètiques/ucraïneses Alexandra Timoixenko i Oksana Skaldina, qui van aconseguir l'or i el bronze.

### Rússia
Després de la caiguda de l'URSS, Rússia va quedar com a país dominant de la rítmica mundial a l'inici de la dècada del 1990. Oksana Kóstina es va convertir en la primera campiona del món de Rússia com a país independent. Als Jocs Olímpics de Sydney 2000, Iúlia Barsukova va ser la primera russa a obtenir l'or olímpic. Això es va repetir als Jocs Olímpics d'Atenes 2004 amb la gimnasta Alina Kabàieva. Yevgeniya Kanáyeva es va convertir en la primera gimnasta individual de la disciplina a guanyar dues medalles d'or en unes Olimpíades, en fer-ho a Pequín 2008 i a Londres 2012. A més, Yevgeniya és la gimnasta rítmica més llorejada de la història. Altres gimnastes notables són Amina Zaripova, Natalia Lipkovskaya, Yana Batyrshina, Irina Cháshchina, Natàlia Lavrova, Vera Sessina, Olga Kapranova, Daria Kondakova, Daria Dmitrieva, Margarita Mamun, Yana Kudryavtseva, Alexandra Soldatova, Arina Averina i Dina Averina.

### Ucraïna
A l'antiga URSS, un gran nombre de gimnastes eren d'origen ucraïnès, incloent a Ludmila Savinkova, primera campiona mundial. Albina i Irina Deriugina (mare i filla) van tenir un paper important en l'èxit de la gimnàstica rítmica en aquest país, entrenant a estrelles com Alexandra Timoixenko i Oksana Skaldina. Després de la caiguda de l'URSS, Ucraïna va seguir aconseguint èxits amb gimnastes com Ekaterina Serebrianskaya, campiona olímpica a Atlanta 1996. Altres gimnastes ucraïneses destacades van ser Elena Vitrichenko, Tamara Yerofeeva, Anna Bessonova, Natalia Godunko, Alina Maksymenko i Ganna Rizatdinova.

### Belarús
Belarús ha tingut èxit en les dues modalitats fins i tot després de la caiguda de l'URSS. Cal assenyalar que la primera soviètica que va ser campiona olímpica va ser la belarussa Marina Lóbach. Des de finals de la dècada del 1990, ha aconseguit diverses medalles en els Jocs Olímpics, guanyant en modalitat individual dues medalles de plata i una de bronze amb Iúlia Raskina, Inna Zhukova i Liubov Charkashyna respectivament, i dues de plata i una de bronze en conjunts. Altres gimnastes notables són Larissa Loukianenko, Olga Gontar, Melitina Staniouta, Aliaksandra Narkevich i Katsiaryna Halkina.

### Bulgària
Des de la creació de la gimnàstica rítmica, Bulgària va tenir una renyida competència amb l'URSS, especialment en els primers Mundials, on va ser entrenada per Julieta Shismanova. La primera gran estrella que hi va haver a les files búlgares va ser Maria Gigova, primera gimnasta en ser en tres ocasions campiona del món en el concurs general. En aquests anys també van destacar Julia Traslieva, Rumiana Stefanova, Nechka Robeva, Krasimira Filipova, Neshka Gueorguieva i Kristina Guiurova. La dècada del 1980 va marcar el cim de l'èxit búlgar amb la generació de gimnastes anomenada les «Noies d'Or de Bulgària», la qual estava formada per Iliana Raeva, Anelia Ralenkova, Lilia Ignatova, Bianka Panova, Adriana Dunavska, Diliana Gueorguieva i Elizabet Koleva, que van dominar gairebé tots els Mundials i Europeus d'aquells anys. A la dècada del 1990 van destacar Iúlia Baycheva, Dimitrinka Todorova, Kristina Shekerova, Diana Popova, Mila Marinova, Stela Salapatiyska, Teodora Alexandrova i especialment Maria Petrova, tricampiona del món i d'Europa en el concurs general. A la dècada del 2000 hi va haver un gran declivi de la gimnàstica rítmica individual de Bulgària, encara que convé assenyalar a gimnastes com Elisabeth Paisieva, Simona Peycheva, Silvia Miteva, Boyanka Angelova i Neviana Vladinova. En l'actualitat Bulgària destaca més en la modalitat de conjunts.

### Espanya
En modalitat individual, Espanya va aconseguir èxit notable amb Carolina Pascual, medalla de plata als Jocs Olímpics de Barcelona 1992, Carmen Acedo, campiona del món de maces al Mundial de 1993, i Almudena Cid, única gimnasta en la història a participar en quatre finals olímpiques (1996, 2000, 2004 i 2008). Espanya ha estat històricament més llorejada en la modalitat de conjunts, proclamant-se campiona del món en el concurs general el 1991, arribant a ser la primera campiona olímpica de la modalitat en els Jocs Olímpics d'Atlanta 1996 amb l'equip conegut com «Las Niñas de Oro» (Les Nenes d'Or), i obtenint el bicampeonat del món en maces (2013 i 2014) i la plata olímpica a Rio 2016 amb el conjunt anomenat «El Equipaso» (L'Equipàs).

### Itàlia
Igual que Espanya, Itàlia ha aconseguit més èxits en la modalitat de conjunts. El grup italià ha estat quatre vegades campió del món en el concurs general i ha guanyat dues medalles (plata a Atenes 2004 i bronze a Londres 2012) als Jocs Olímpics.

## La gimnàstica rítmica a Espanya

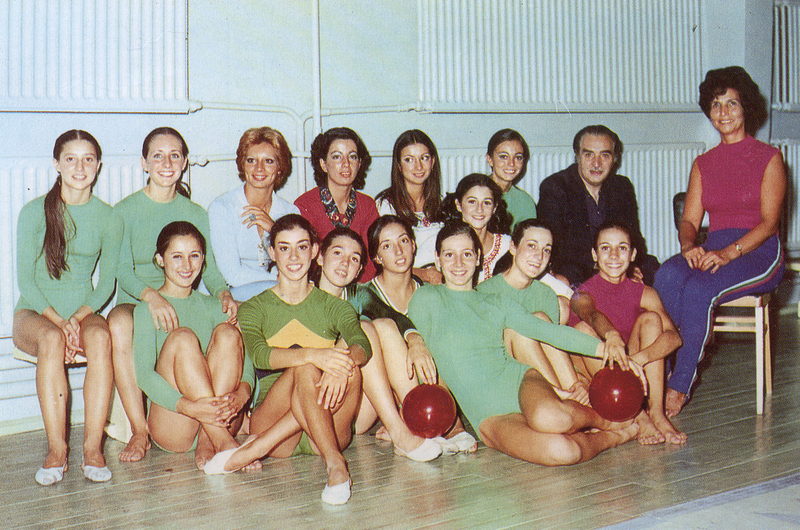
La primera selecció nacional de gimnàstica rítmica d'Espanya, entrenada per Ivanka Tchakarova (1975)

La gimnàstica rítmica és la 4a disciplina esportiva més practicada entre nenes i adolescents a Espanya, només superada per la natació, el bàsquet i el futbol, segons l'Enquesta d'Hàbits Esportius de la Població Escolar (2011), elaborada pel Consell Superior d'Esports. A més, la selecció nacional de gimnàstica rítmica és considerada una de les seleccions esportives espanyoles més llorejades.
Encara que històricament les dominadores d'aquesta disciplina han estat les participants de l'antiga Unió Soviètica i les gimnastes que provenen d'Europa de l'Est, les gimnastes espanyoles han obtingut diversos èxits des de la creació de la selecció nacional de gimnàstica rítmica el 1974. La rítmica espanyola ja havia tingut algunes incursions a nivell internacional, la primera en el Campionat del Món de Gimnàstica Rítmica de 1963 celebrat a Budapest, i la segona, 10 anys després. Per poder participar en el Campionat del Món de Madrid el 1975 i en el Campionat d'Europa de Madrid el 1978, la Federació Espanyola de Gimnàstica va crear la primera selecció nacional de gimnàstica rítmica. D'ella es faria càrrec la primera seleccionadora nacional, la búlgara Ivanka Tchakarova, i posteriorment, des de 1979, la també búlgara Meglena Atanasova, que estaria fins a 1981. La seva substituta seria la que és la seleccionadora nacional més important fins a la data, la búlgara Emilia Boneva, que va estar en el lloc de seleccionadora en tres etapes: la primera, en les dues modalitats (individual i conjunts) des d'abril de 1982 fins a 1992; la segona, únicament com seleccionadora nacional individual per al Campionat del Món de 1993; i la tercera, novament en les dues modalitats, des de març de 1994 fins a desembre de 1996, quan va ser substituïda per María Fernández. Durant aquest temps, Boneva va aconseguir com seleccionadora un total de 63 medalles en competicions internacionals oficials.
Les gimnastes rítmiques espanyoles amb més medalles en competicions internacionals oficials (organitzades per la FIG, la UEG i el COI) són Alejandra Quereda i Sandra Aguilar, amb un total de 42. En Campionats del Món, la competició més important de la FIG, les que tenen més medalles són Estela Giménez, Marta Baldó, Bito Fuster i Lorea Elso, amb un total de 8 cadascuna. Núria Cabanillas és la que més medalles d'or té en aquesta competició, amb 3, encara que l'última va ser aconseguida com a suplent de l'equip en els dos exercicis.
Aquest és el llistat de les gimnastes rítmiques espanyoles que més vegades han estat campiones del món:
|       |  | Esportista         | Or | Argent | Bronze | Total |
| ----- |  | ------------------ | -- | ------ | ------ | ----- |
| 1     |  | Nuria Cabanillas   | 3  | 4      | 0      | 7     |
| 2     |  | Estela Giménez     | 2  | 4      | 2      | 8     |
| 3     |  | Marta Baldó        | 2  | 4      | 2      | 8     |
| 4     |  | Estíbaliz Martínez | 2  | 3      | 0      | 5     |
| 5     |  | Tania Lamarca      | 2  | 3      | 0      | 5     |
| 6     |  | Maider Esparza     | 2  | 3      | 0      | 5     |
| 7     |  | Lorena Guréndez    | 2  | 2      | 0      | 4     |
| 8     |  | Alejandra Quereda  | 2  | 0      | 2      | 4     |
| 9     |  | Sandra Aguilar     | 2  | 0      | 2      | 4     |
| 10    |  | Lourdes Mohedano   | 2  | 0      | 2      | 4     |
| 11    |  | Elena López        | 2  | 0      | 2      | 4     |
| 12    |  | Artemi Gavezou     | 2  | 0      | 2      | 4     |
| 1. 2. |  |                    |    |        |        |       |

Les gimnastes rítmiques espanyoles que només s'han proclamat una vegada campiones del món són Débora Alonso, Bito Fuster, Isabel Gómez, Lorea Elso, Montse Martín, Gemma Royo, Marta Aberturas, Cristina Chapuli, María Pardo, Sara Bayón, Marta Calamonte, Carolina Malchair, Beatriz Nogales i Paula Orive en conjunts, i Carmen Acedo com individual.
En total, la selecció espanyola de gimnàstica rítmica ha obtingut un total de 132 medalles en competicions internacionals oficials (organitzades per la FIG, l'UEG i el COI). De totes elles, s'han obtingut (amb data de 14 de maig del 2017). : 
- en Jocs Olímpics 1 or i 2 plates;
- en Campionats del Món, 7 ors, 11 plates i 18 bronzes
- en Campionats d'Europa, 2 ors, 4 plates i 17 bronzes
- en Campionats d'Europa Júnior, 1 or, 4 plates i 6 bronzes
- en Finals de la Copa del Món, 2 plates i 3 bronzes
- en proves de la Copa del Món, 5 ors, 13 plates i 25 bronzes
- en Finals de la Copa d'Europa, 1 or, 2 plates i 6 bronzes
- en Campionats d'Europa per Equips,1 bronze
- en Preolímpics, 1 or

A nivell nacional, les competicions més importants són el Campionat d'Espanya Individual i en el Campionat d'Espanya de Conjunts. Carolina Rodríguez és la gimnasta individual que més vegades ha estat campiona d'Espanya del concurs general comptant totes les categories, amb 12 títols (1 en aleví, 1 en infantil, 1 en 1a categoria i 9 en categoria d'honor). El Club Atlètic Montemar i el Club Ritmo són els més llorejats a 1a categoria de conjunts. A més, anualment se celebra al País Basc l'Euskalgym, una gala internacional on participen algunes de les millors gimnastes del món.

### Fites de la gimnàstica rítmica espanyola
El 1975, María Jesús Alegre obté la primera medalla per a Espanya en una competició internacional. Seria un bronze en el concurs general individual en el Campionat del Món de Madrid. També és, fins ara, l'única medalla aconseguida per una gimnasta espanyola en un concurs general individual en un Campionat del Món de Gimnàstica Rítmica.
El 1978, Susana Mendizábal assoleix la primera medalla per a Espanya en un Campionat Europeu. Va ser un bronze en el concurs general individual del Campionat Europeu de Madrid. És també, fins al moment, l'única medalla aconseguida per una gimnasta espanyola en un concurs general individual en un Campionat Europeu de Gimnàstica Rítmica.
El 1991, el conjunt espanyol assoleix la primera medalla d'or per a Espanya en un Campionat del Món de Gimnàstica Rítmica. Es va proclamar campió del món en el concurs general de la competició de conjunts del Campionat del Món d'Atenes. El conjunt estava format per Débora Alonso, Lorea Elso, Bito Fuster, Isabel Gómez, Montse Martín i Gemma Royo, a més de Marta Aberturas i Cristina Chapuli com a suplents.
El 1992, Carolina Pascual assoleix la primera medalla en uns Jocs Olímpics per a la gimnàstica rítmica espanyola. Obtindria la medalla de plata en la competició individual dels Jocs Olímpics de Barcelona 1992.
El 1993, Carmen Acedo obté en el Campionat del Món d'Alacant la que fins ara és l'única medalla d'or individual aconseguida per Espanya en un Campionat del Món. La aconseguiria en la competició de maces.
El 1996, el conjunt espanyol es va proclamar campió olímpic en la competició de conjunts dels Jocs Olímpics d'Atlanta, en la primera incursió d'aquesta modalitat en unes Olimpíades. L'equip estava format per Marta Baldó, Núria Cabanillas, Estela Giménez, Lorena Guréndez, Tania Lamarca i Estíbaliz Martínez. A la seva arribada a Espanya, els mitjans de comunicació les van batejar com Las Niñas de Oro.

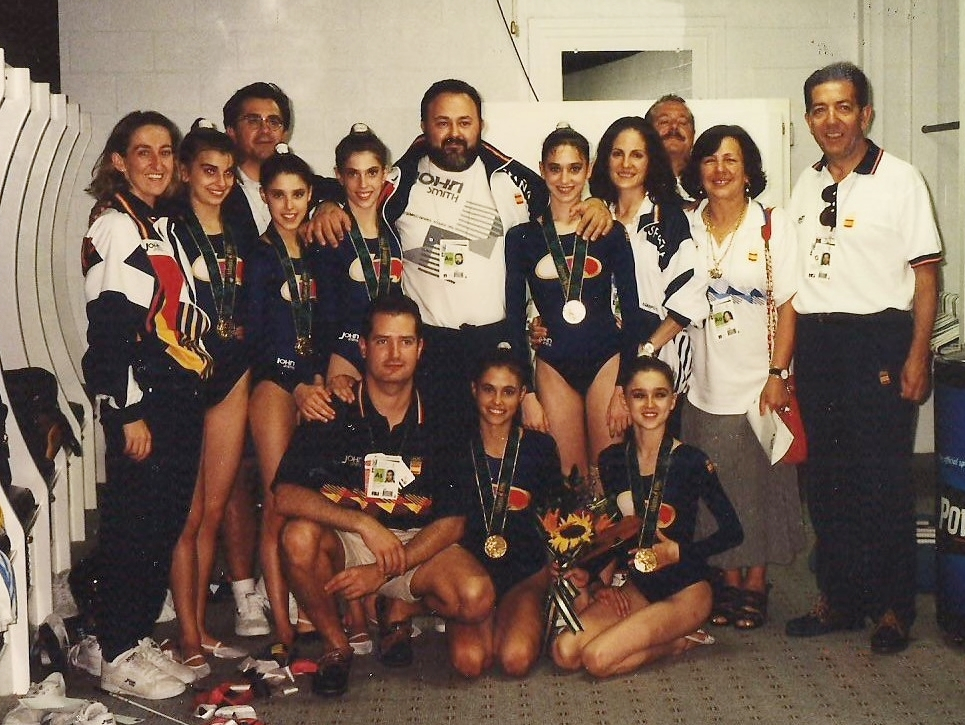
Las Niñas de Oro després de proclamar-se campiones olímpiques a Atlanta 1996
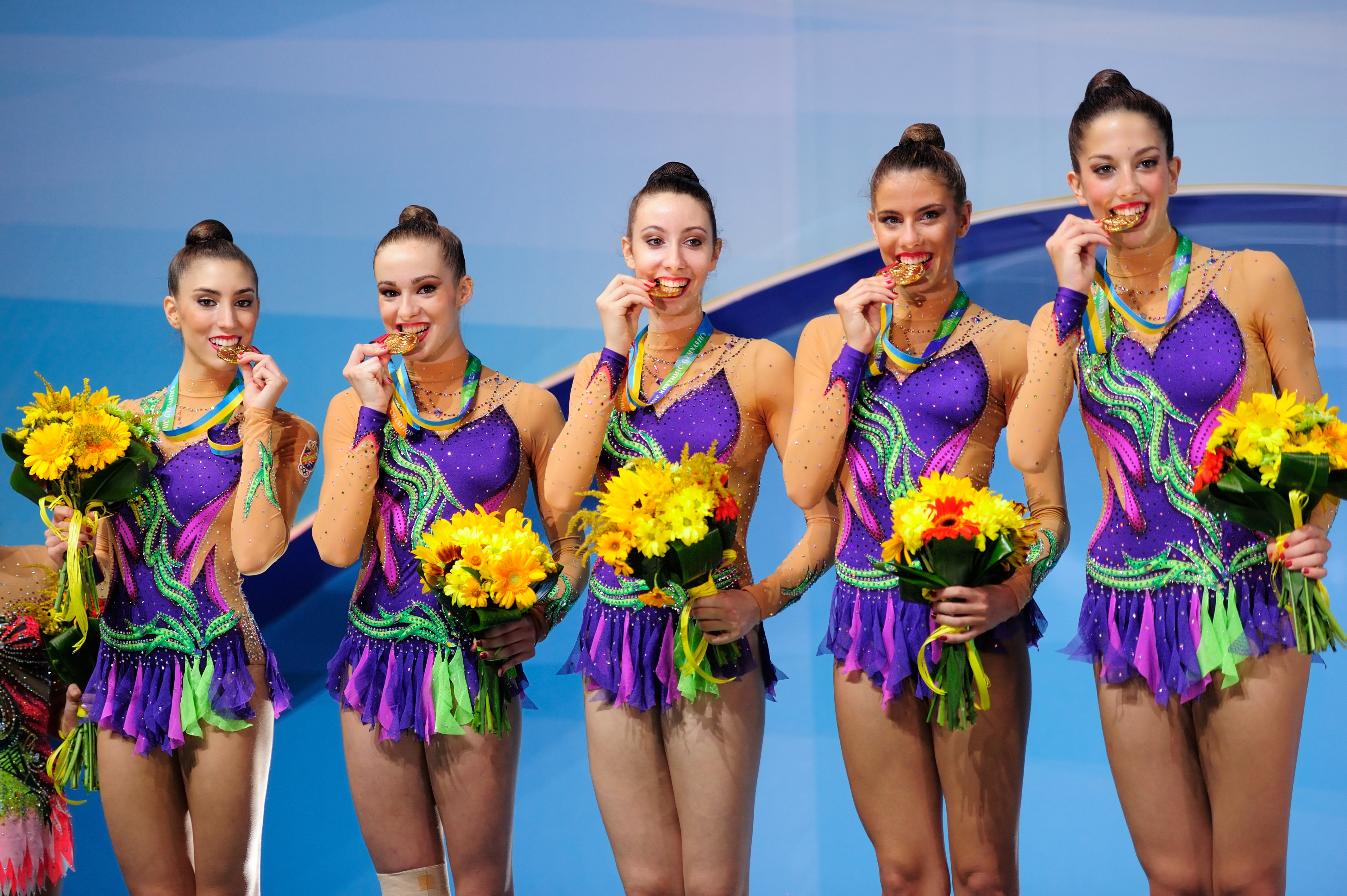
El Equipaso amb la medalla d'or al podi de 10 maces al Mundial de Kíev (2013)

El 2008, Almudena Cid passa a ser l'única gimnasta rítmica al món que ha aconseguit ser a la final de quatre Jocs Olímpics (1996, 2000, 2004 i 2008).
El 2013, Sara Bayón es converteix en l'única gimnasta espanyola que ha estat campiona del món com a esportista i com a entrenadora, en ser campiona del món de 3 cintes i 2 cèrcols a Sevilla 1998, i com a entrenadora, de 10 maces a Kíev 2013 i Esmirna 2014, dirigint al conjunt denominat com El Equipaso.
El 2016, el conjunt espanyol conegut com El Equipaso, assoleix la plata en els Jocs Olímpics de Rio, sent la primera medalla olímpica per a la gimnàstica rítmica espanyola des de 1996. L'equip estava integrat per Sandra Aguilar, Artemi Gavezou, Elena López, Lourdes Mohedano i Alejandra Quereda.

## Polèmiques i tòpics en la gimnàstica rítmica

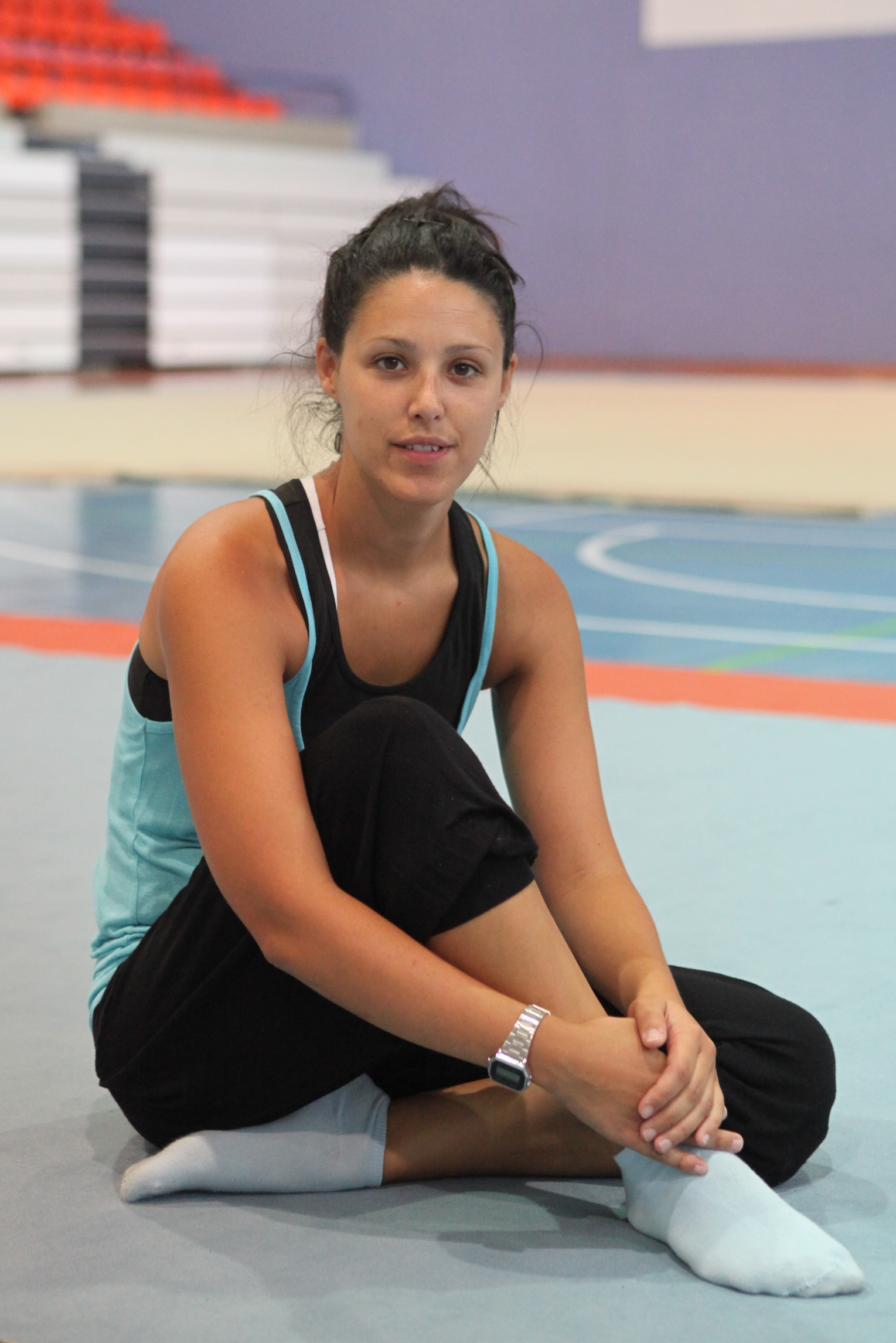
Tania Lamarca, campiona olímpica a Atlanta 1996 amb el conjunt espanyol

Durant molt de temps la gimnàstica rítmica d'elit, igual que la gimnàstica artística, s'ha vist afectada per diferents polèmiques relacionades amb l'exigent disciplina o amb els problemes de pes que algunes gimnastes han patit (arribant a l'anorèxia en casos molt puntuals), generalment en els països d'Europa de l'Est. El 1997 la FIG va decidir elevar l'edat per competir en els Jocs Olímpics des dels 15 anys, límit fixat el 1981, fins als 16 anys.
A Espanya, després dels Jocs Olímpics de 1996, una de les gimnastes del conjunt nacional, María Pardo, va acusar la llavors seleccionadora Emilia Boneva d'imposar una dura disciplina, encara que la resta d'integrants van defensar a la búlgara. Una mica més d'un any després, una altra gimnasta companya seva, la campiona olímpica Tania Lamarca, va ser exclosa de l'equip nacional per pesar 2,7 kg més del pes que li exigia la seleccionadora María Fernández, com explica al seu llibre Llàgrimes per una medalla.
Igual que fa Tania en el seu llibre, la seva companya Núria Cabanillas, durant una compareixença al Senat en la «Comissió especial sobre la situació dels esportistes en finalitzar la seva carrera esportiva» el 2001, va mostrar el seu desacord amb les decisions de Fernández respecte al pes i va denunciar la situació d'abandonament i indefensió que van viure les gimnastes del conjunt després de la seva retirada, no rebent cap ajuda ni orientació de la Federació en la seva adaptació al «món real» i enfrontant-a més a impagaments per part d'aquesta. Els testimonis de les gimnastes de l'equip nacional espanyol pel que fa al paper de la Federació i la resta d'organismes després de la seva retirada van ser coincidents en molts aspectes al llarg dels anys:
| «                                                                   | Després de donar-los els millors anys de la teva vida, ningú de la Federació es recorda de tu. Quan ho deixes, el món se t'ensorra i ningú t'ajuda. Tu ets la teva única amiga, mestra i directora. | » |
| — Marta Bobo (retirada el 1985), en declaracions a El País Semanal. | |   |

| «                                                                            | Sempre m'havien marcat la pauta a seguir: avui competim aquí, viatgem allà, entrenem aquí. En canvi, ningú em va advertir que després estaria sola. Anys d'entrenament psicològic per ser la millor, la més forta, la campiona i ni mig minut d'assessorament per a enfrontar-me al món real, per enfocar els meus estudis, per buscar una futura professió. Ni una sola paraula d'ajuda, ni un consell per afrontar el dia després. | » |
| — Tania Lamarca (retirada el 1997), al seu llibre Llàgrimes per una medalla. | |   |

| « | Quan era gimnasta tenia la sensació que les persones de la Federació em feien servir com si fos una màquina, però després, quan va acabar aquell període, sentia que ja no servia per a res, sobretot, perquè vaig estar donant tot el que tenia i, quan es va acabar, no tenia absolutament res. | » |
| — Nuria Cabanillas (retirada el 1999), a la «Comissió especial sobre la situació dels esportistes en finalitzar la seva carrera esportiva». | |   |

La senadora i també exesportista Miriam Blasco, que era presidenta de la comissió, va presentar a l'octubre de 2004 les conclusions de la mateixa al Govern, i al desembre de 2007 es va aconseguir que s'aprovés una reforma de llei que incloïa diverses de les mesures sol·licitades per Senat per intentar corregir aquesta situació, que era relativament comuna entre esportistes de diferents disciplines. El 2014 la capitana del conjunt espanyol, Alejandra Quereda, parlava així sobre els canvis a nivell federatiu en la selecció nacional pel que fa a dècades passades:
| «                                                                                   | Tot ha millorat. Elles van deixar de banda els estudis i quan van deixar la gimnàstica els va costar tornar a la vida normal […] estaven aïllades del món, només vivien per a la gimnàstica. Nosaltres vivim a la Residència Blume, al centre universitari de Madrid. Convivim amb esportistes de tot tipus que estan en situacions semblants i tenim el seu suport moral. A més, compaginem esport i estudis. Tenim tots els recursos necessaris per entrenar i opcions per quan deixem de fer-ho. | » |
| — Alejandra Quereda (retirada el 2018), en declaracions el 2014 a Planeta olímpico. | |   |

Pel que fa al dopatge, és una infracció relativament poc comú en gimnàstica rítmica, tot i que hi ha hagut casos pel consum de diürètics com la furosemida, substància prohibida per l'Agència Mundial Antidopatge (AMA), que és usada per a perdre pes en poc temps o per emmascarar altres substàncies. Són rellevants els positius per furosemida de les gimnastes russes Alina Kabàieva i Irina Cháshchina als Goodwill Games a l'agost de 2001, motiu pel qual van ser sancionades un any i desposseïdes dels resultats aconseguits en mesos posteriors, incloent les medalles del Mundial de Madrid. La búlgara Simona Peycheva va ser sancionada deu mesos sense competir per l'ús en 2003 d'aquesta mateixa substància. El 2002 la ucraïnesa Anna Bessonova va ser sancionada dos mesos per un derivat d'efedrina, substància descongestiva que pot ser usada com emmascarant.
Sobre els tòpics negatius que van acompanyar la gimnàstica durant molts anys i l'exageració d'algunes polèmiques en els mitjans, l'exgimnasta espanyola Susana Mendizábal, autora de nombrosos estudis i investigacions sobre gimnàstica rítmica, va manifestar el següent en una entrevista el 2001 amb motiu de la publicació del seu llibre Fonaments de la gimnàstica rítmica: mites i realitats:
| « | És més vendible relacionar la gimnàstica amb l'anorèxia perquè reflectir que les que hem estat en un alt nivell tornaríem a repetir aquesta experiència no interessa. Qualsevol altre esport d'alt rendiment té els seus problemes, com tot a la vida […] La majoria fa això voluntàriament sabent la duresa i el sacrifici que suposa, però també sent conscients del positiu que té la gimnàstica. | » |
| — Susana Mendizábal (retirada el 1980), al seu llibre Fonaments de la gimnàstica rítmica: mites i realitats. | |   |

## Gimnastes rítmiques individuals cèlebres
- Ludmila Savinkova (1936,  URSS)
- Hana Micechová (1946,  Txèquia)
- Maria Gigova (1947,  Bulgària)
- Galima Shugurova (1953,  URSS)
- Irina Deriugina (1958,  URSS)
- Lori Fung (1963,  Canadà)
- Iliana Raeva (1963,  Bulgària)
- Regina Weber (1963,  Alemanya)
- Anelia Ralenkova (1963,  Bulgària)
- Diliana Gueorguieva (1965,  Bulgària)
- Lilia Ignatova (1965,  Bulgària)
- Doina Stăiculescu (1967  Romania)
- Galina Beloglazova (1967,  URSS)
- Adriana Dunavska (1970,  Bulgària)
- Bianka Panova (1970,  Bulgària)
- Marina Lóbach (1970,  URSS)
- Yulia Baycheva (1972,  Bulgària)
- Alexandra Timoshenko (1972,  URSS /  Equip Unificat)
- Oksana Kóstina (1972,  URSS /  Rússia)
- Oksana Skaldina (1972,  URSS /  /  Ucraïna
- Elizabet Koleva (1972,  Bulgària)
- Larissa Loukianenko (1973,  Belarús)
- Carmen Acedo (1975,  Espanya)
- María Petrova (1975,  Bulgària)
- Carolina Pascual (1976,  Espanya)
- Amina Zaripova (1976,  Rússia)
- Elena Vitrichenko (1976,  Ucraïna)
- Ekaterina Serebrianskaya (1977,  Ucraïna)
- Eva Serrano (1978,  França)
- Yulia Barsukova (1978,  Rússia)
- Natalia Lipkovskaya (1979,  Rússia)
- Yana Batyrshina (1979,  Rússia)
- Almudena Cid (1980,  Espanya)
- Yulia Raskina (1982,  Belarús)
- Irina Cháshchina (1982,  Rússia)
- Tamara Yerofeeva (1982,  Ucraïna)
- Alina Kabáyeva (1983,  Rússia)
- Anna Bessonova (1984,  Ucraïna)
- Natalia Godunko (1984,  Ucraïna)
- Simona Peycheva (1985,  Bulgària)
- Vera Sessina (1986,  Rússia)
- Silvia Miteva (1986,  Bulgària)
- Inna Zhukova (1986,  Belarús)
- Olga Kapranova (1987,  Rússia)
- Liubov Charkashyna (1987,  Belarús)
- Yevguéniya Kanáyeva (1990,  Rússia)
- Alina Maksymenko (1991,  Ucraïna)
- Daria Kondakova (1991,  Rússia)
- Daria Dmítrieva (1993,  Rússia)
- Ganna Rizatdinova (1993,  Ucraïna)
- Margarita Mamún (1995,  Rússia)
- Yana Kudryavtseva (1997,  Rússia)
- Linoy Ashram  (1999,   Israel)
- Dina Averina (1998,  Rússia)